# Turnul Londrei
Palatul Regal și Cetatea Majestății Sale, denumit și Turnul Londrei, este un castel istoric aflat pe malul nordic al Tamisei în centrul Londrei. El se află în burgul londonez Tower Hamlets, separat de marginea estică a City of London de un spațiu deschis denumit Dealul Turnului (Tower Hill). Construcția sa a început spre sfârșitul lui 1066 în contextul cuceririi normande a Angliei. Turnul Alb, de la care își trage numele întreg castelul, a fost construit de William Cuceritorul în 1078, și a fost disprețuit ca simbol al oprimării locuitorilor Londrei de noua elită conducătoare. Castelul a fost utilizat ca închisoare din 1100 (Ranulf Flambard) până în 1952 (gemenii Kray), deși nu era acesta scopul său principal. Mare palat la începutul istoriei sale, el a servit drept reședință regală. În ansamblu, Turnul este un complex de mai multe clădiri aranjate în două inele concentrice de ziduri de apărare, cu șanț. Au existat mai multe faze de extindere, în principal în timpul regilor Richard Inimă-de-Leu, Henric al III-lea și Edward I în secolele al XII-lea și al XIII-lea. Aranjamentul general stabilit spre sfârșitul secolului al XIII-lea se păstrează în ciuda activităților ulterioare din zonă.
Turnul Londrei a jucat un rol proeminent în istoria Angliei. A fost asediat de mai multe ori și controlul asupra sa era important pentru dominația asupra țării. Turnul a servit drept armurărie, trezorerie, menajerie, sediu al Monetăriei Regale, oficiu de arhive publice, și sediul Bijuteriilor Coroanei Angliei. De la începutul secolului al XIV-lea până la domnia lui Carol al II-lea, la încoronarea unui monarh se ținea o procesiune de la Turn la Abația Westminster. În absența monarhului, castelul este administrat de conetabilul Turnului. Acest post era unul de mare putere în care în perioada medievală erau numiți oameni de încredere ai regelui. Spre sfârșitul secolului al XV-lea, castelul a fost locul unde au fost închiși Prinții din Turn. Sub dinastia Tudor, Turnul a fost utilizat mai puțin ca reședință regală și, în ciuda unor încercări de a-l reîntări și de a repara castelul, fortificațiile sale au rămas în urma evoluțiilor tehnice ale artileriei.
Perioada de apogeu a utilizării castelului ca închisoare a fost în secolele al XVI-lea și al XVII-lea, când numeroase personalități căzute în dizgrație, cum ar fi Elisabeta I înainte de a deveni regină, au fost închise între zidurile sale. Această utilizare a dus la expresia „sent to the Tower”. În ciuda îndelungatei reputații ca loc de tortură și moarte, popularizată de propagandiștii religioși ai secolului al XVI-lea și de scriitorii secolului al XIX-lea, doar șapte oameni au fost executați în Turn înaintea Războaielor Mondiale din secolul al XX-lea. Execuțiile se țineau mai frecvent pe celebrul Deal al Turnului aflat la nord de castel, 112 având loc acolo în 400 de ani. În ultima jumătate a secolului al XIX-lea, instituții ca Monetăria Regală s-au mutat din castel în alte locuri, lăsând multe clădiri goale. Anthony Salvin⁠(en)[traduceți] și John Taylor au profitat de ocazie pentru a restaura Turnul la ceea ce se considera a fi aspectul său medieval, înlăturând multe din structurile post-medievale rămase goale. În cele două Războaie Mondiale, Turnul a fost din nou utilizat ca închisoare, acolo fiind executați 12 oameni pentru spionaj. Chiar și după al Doilea Război Mondial, avariile produse de Blitz au fost reparate și castelul redeschis publicului. Astăzi, Turnul Londrei este una dintre cele mai populare atracții turistice din țară. Aflat în administrația ceremonială a conetabilului Turnului, el este îngrijit de organizația de caritate Historic Royal Palaces⁠(en)[traduceți] și este protejat ca sit în patrimoniul Mondial UNESCO.

## Arhitectura

### Aranjament

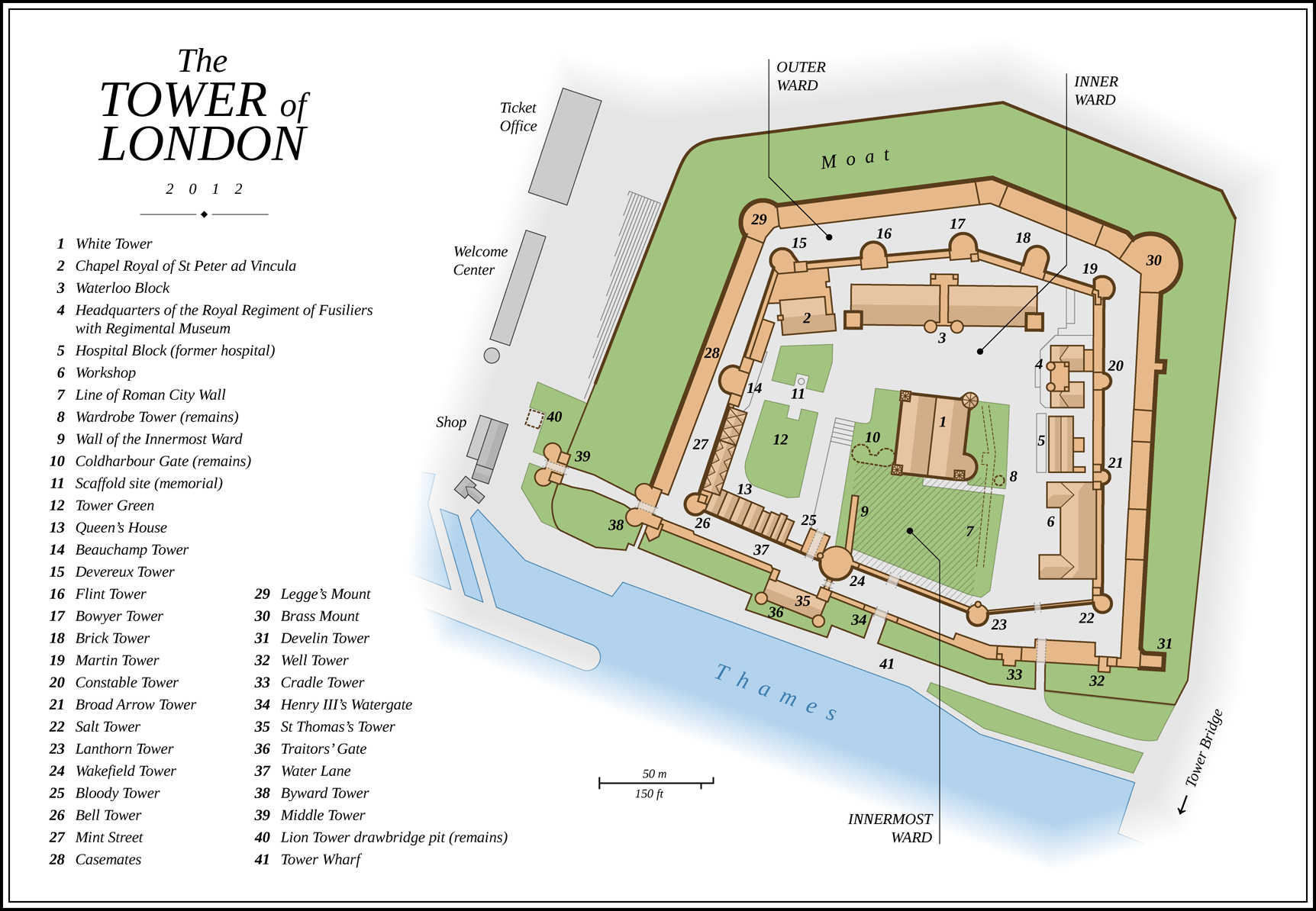
Planul Turnului Londrei

Turnul a fost orientat cu cele mai solide și mai impresionante întărituri către Londra saxonă, ceea ce arheologul Alan Vince⁠(en)[traduceți] sugerează că a fost ceva intenționat. El ar fi dominat vizual zona înconjurătoare și ar fi ieșit în evidență celor care navigau pe Tamisa. Castelul este alcătuit din trei curți interioare concentrice. Cea din interior conține Turnul Alb și a apărut în prima fază de dezvoltare a castelului. La nord, est și vest, ea este încercuită de curtea mijlocie, construită în timpul domniei lui Richard Inimă-de-Leu (1189–1199). În cele din urmă, există o curte exterioară care înconjoară castelul și care a fost construită în timpul lui Edward I. Deși au fost mai multe faze de extindere după ce William Cuceritorul a început construcția Turnului Londrei, dispunerea generală a elementelor a rămas aceeași de la terminarea lucrărilor de reconstrucție în timpul lui Edward I în 1285. Castelul cuprinde o zonă de circa 4,9 ha, cu alte 2,4 ha din jurul Turnului Londrei alcătuind Domeniul Turnului – pământ aflat sub directa influență a castelului și lăsat liber din rațiuni militare. Precursorul domeniului a apărut în secolul al XIII-lea, când Henric al III-lea a ordonat ca o fâșie de pământ de lângă castel să fie lăsată liberă. În ciuda ficțiunii populare, Turnul Londrei nu a avut niciodată o cameră de tortură permanentă, deși în subsolul Turnului Alb s-a aflat un pat de tortură, construit în secolul al XV-lea și folosit în secolele XVI și XVII pentru a strânge informații. Cheul Turnului a fost construit pe malul Tamisei în timpul lui Edward I și a fost extins până la dimensiunea actuală în timpul domniei lui Richard al II-lea (1377–1399).

### Turnul Alb
Turnul Alb este un donjon. De regulă, donjonul era cea mai solidă structură dintr-un castel medieval, și conținea camerele stăpânului – în acest caz ale regelui sau reprezentantului său. Conform istoricului militar Allen Brown, „în virtutea dimensiunii, aspectului impunător și a faptului că găzduia dormitoarele regale, turnul cel mare [Turnul Alb] era un donjon prin excelență”. Fiind unul dintre cele mai mari donjoane ale creștinătății, Turnul Alb a fost descris ca „cel mai complet palat al Europei secolului al XI-lea”.

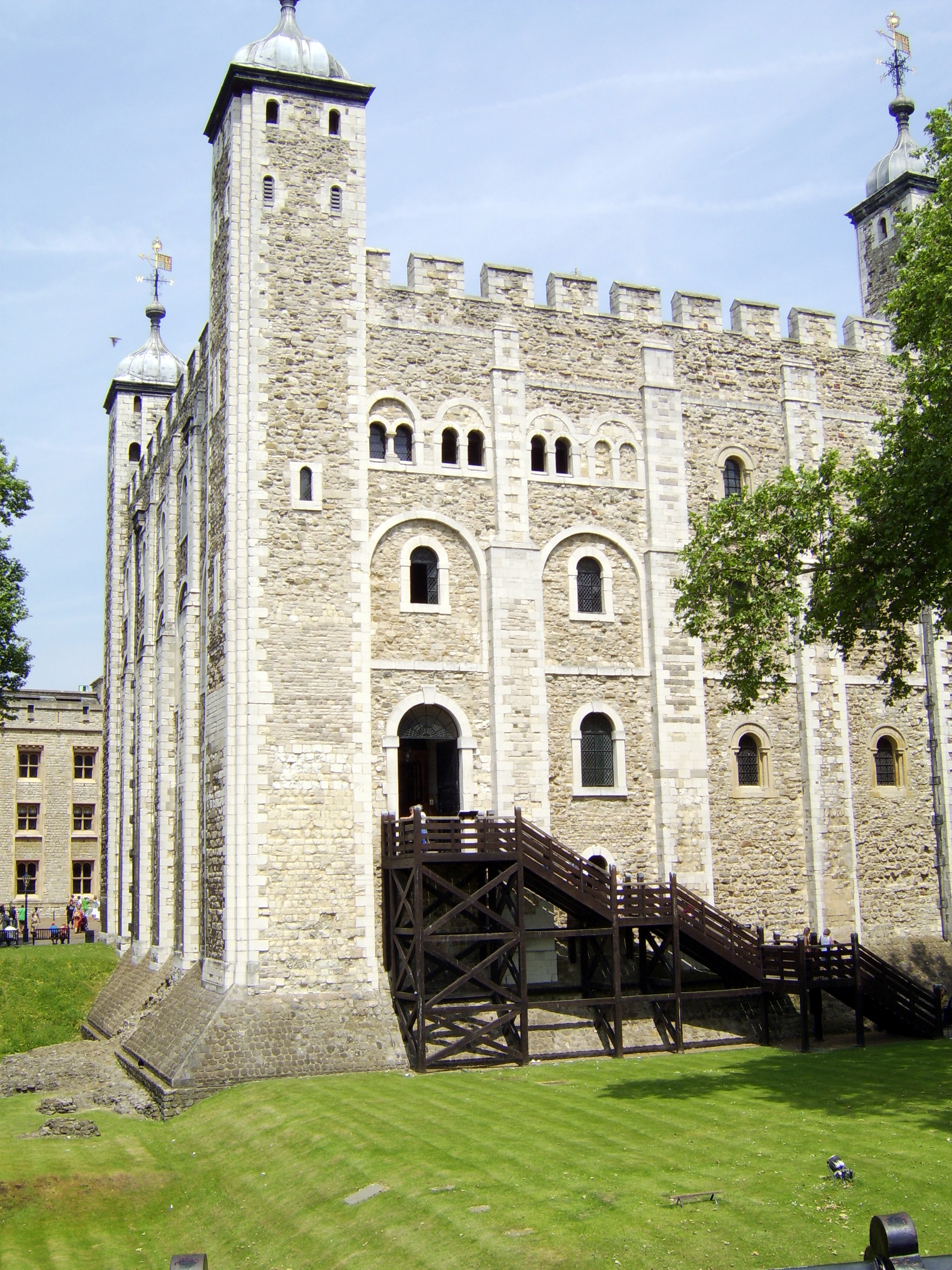
Inițial, intrarea în Turnul Alb se făcea pe la primul etaj

Turnul Alb măsoară, fără turnurile din colțuri, 36 pe 32 de metri la bază și are 27 m înălțime la crenelurile din sud. Structura avea la început trei etaje, cuprinzând un parter, etajul de intrare, și un etaj superior. Intrarea era deasupra solului, după obiceiul donjoanelor normande, în acest caz pe partea sudică, și se ajungea la ea pe o scară de lemn ce putea fi înlăturată în caz de atac. Probabil în timpul domniei lui Henric al II-lea (1154–1189) pe latura sudică a turnului s-a instalat un avanpost pentru apărare suplimentară a intrării, dar acesta nu s-a păstrat. Fiecare etaj era împărțit în trei încăperi, cea mai mare la vest, una mai mică la nord-est, și capela ocupând intrarea și etajele superioare de la sud-est. În colțurile vestice ale clădirii sunt turnuri în plan pătrat, iar la nord est un turn în plan rotund conține o scară în spirală. La colțul sud-estic se află o proiecție semicirculară mai mare ce conține absida capelei. Întrucât clădirea trebuia să fie și o fortăreață, dar și o locuință comodă, în ziduri s-au amenajat latrine, și s-au instalat patru șeminee pentru încălzire.
Materialul principal l-au constituit plăci de piatră de Kent, deși s-a folosit și argilit⁠(en)[traduceți] local. Piatra de Caen a fost importată din nordul Franței pentru a da aspect finisajului, dar foarte puțin din materialul inițial s-a mai păstrat, el fiind înlocuit în secolele al XVII-lea și al XVIII-lea cu piatră de Portland. Cum majoritatea ferestrelor Turnului au fost lărgite în secolul al XVIII-lea, se mai păstrează doar două exemplare, restaurate, în zidul de sud la nivelul galeriei.
Turnul a fost terasat în marginea unei movile, astfel că latura nordică a parterului se află sub nivelul solului. Tipic pentru majoritatea donjoanelor, parterul era o pivniță utilizată pentru depozitare. Una dintre încăperi conținea un puț. Deși dispunerea elementelor a rămas aceeași de la construcția turnului, interiorul parterului datează din secolul al XVIII-lea, când podeaua a fost coborâtă și criptele de lemn anterioare au fost înlocuite cu unele de cărămidă. Parterul este iluminat prin fante mici.

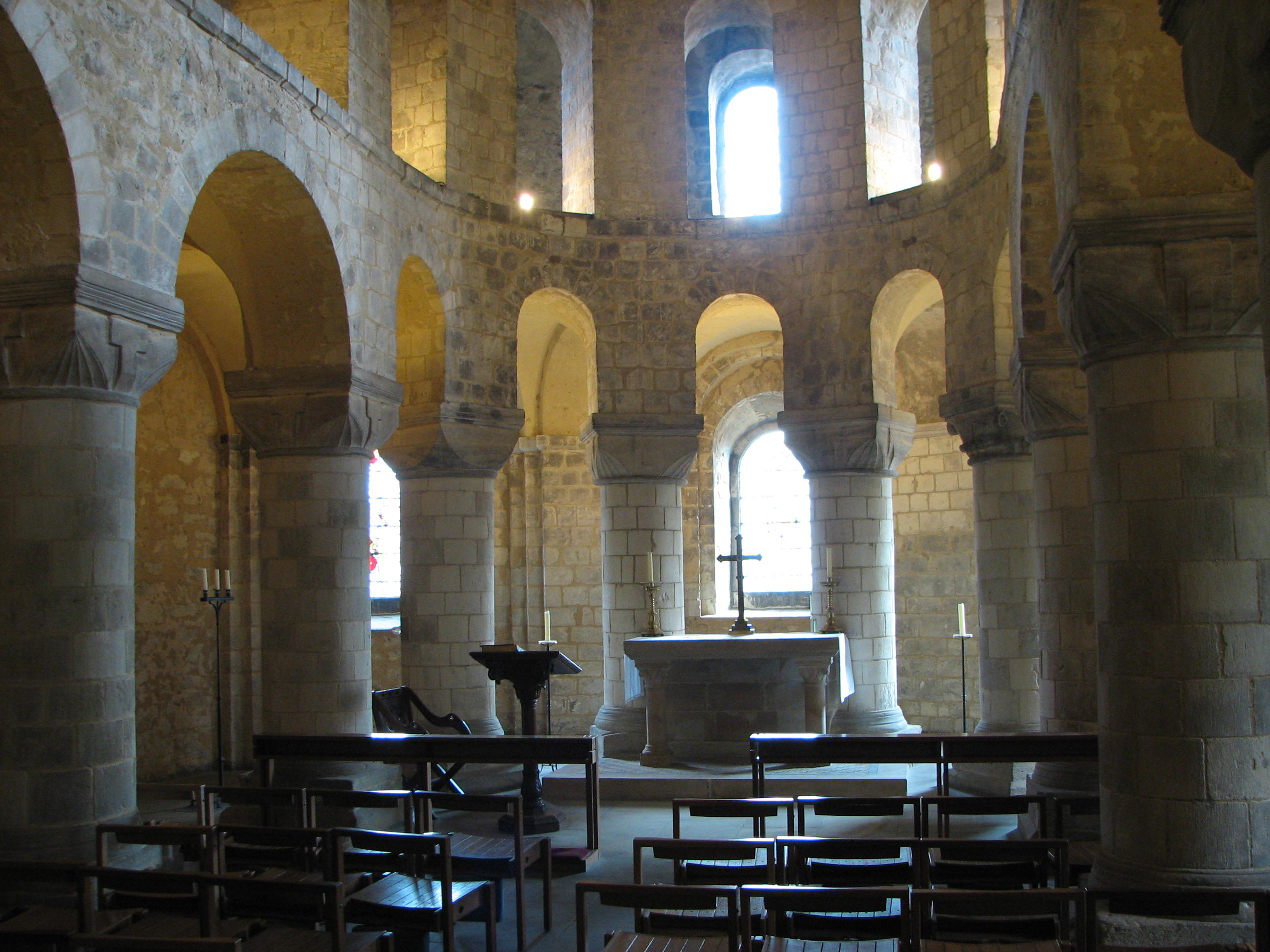
Capela Sfântul Ioan din interiorul Turnului Alb

Nivelul intrării trebuia, probabil, să fie folosit de conetabilul Turnului, de locotenentul Turnului Londrei și de alți oficiali importanți. Intrarea dinspre sud a fost blocată în secolul al XVII-lea și redeschisă abia în 1973. Cei care mergeau la etajul de mai sus trebuia să treacă printr-o mică încăpere dinspre est, legată și ea de nivelul intrării. Cripta din capela Sfântul Ioan ocupa colțul sud-estic și era accesibilă doar din încăperea dinspre est. În zidul nordic al criptei există o nișă; Geoffrey Parnell, custode al istoriei Turnului la Armureria Regală afirmă că „forma fără fereastră și restricționată sugerează că ea constituia o cameră de siguranță în care se țineau comorile regale și documente importante”.
Etajul superior conținea o sală mare înspre vest și o cameră rezidențială către est – ambele la început cu deschidere către tavan și înconjurate de o galerie construită în zid – și de capela Sfântul Ioan înspre sud-est. Etajul de sus a fost adăugat în secolul al XV-lea, împreună cu acoperișul actual. Capela Sfântul Ioan nu făcea parte din proiectul inițial al Turnului Alb, proiecția absidei fiind construită după zidurile parterului. Din cauza modificărilor funcțiunii și designului de la construcție și până acum, din interiorul inițial nu s-a păstrat nimic cu excepția micii capele. Aspectul actual, auster și nedecorat, al capelei amintește de cum ar fi arătat ea în perioada normandă. În secolul al XIII-lea, în timpul domniei lui Henric al III-lea, capela a fost decorată cu ornamente ca o cruce vopsită cu aur și cu vitralii ce  reprezentau Fecioara Maria și Sfânta Treime.

### Curtea interioară
Curtea aflată cel mai în interior cuprinde o zonă aflată imediat la sud de Turnul Alb, întinzându-se până la locul unde era odinioară malul Tamisei. Ca și la alte castele, cum ar fi Hen Domen⁠(en)[traduceți] din secolul al XI-lea, curtea din interior era probabil umplută cu clădiri de lemn în perioada de după construire. Nu se știe cu siguranță când anume au început locuințele regale să se extindă din interiorul Turnului Alb în curtea interioară, deși aceasta deja se întâmplase în anii 1170. Locuințele au fost renovate și extinse în anii 1220 și 1230, devenind comparabile cu alte palate de reședință, cum ar fi Castelul Windsor. Construcția Turnurilor Wakefield și Lanthorn – aflate în colțurile zidului curții interioare de-a lungul râului – a început pe la 1220. Ele au servit probabil drept reședințe private pentru regină, respectiv rege. Primele dovezi despre modul în care erau decorate camerele regale provin din timpul domniei lui Henric al III-lea: camera reginei era văruită și decorată cu motive florale și sculpturi în piatră. În sudul curții, între cele două turnuri, exista o sală mare. Ea era similară, deși puțin mai mică, cu cea construită de Henric al III-lea pentru Castelul Winchester. Lângă Turnul Wakefield era o poternă ce dădea în apartamentele regelui. Curtea interioară era la început înconjurată cu un șanț de protecție, care a fost astupat înainte de anii 1220. Cam pe la acea vreme, în curte a fost construită o bucătărie. Între 1666 și 1676, curtea interioară a fost transformată, iar clădirile ridicate în ea - demolate. Zona din jurul Turnului Alb a fost lăsată liberă astfel încât oricine s-ar apropia de el ar fi obligat să traverseze câmp deschis. Casa Nestematelor a fost demolată, iar Bijuteriile Coroanei au fost mutate în Turnul Martin.

### Curtea mediană

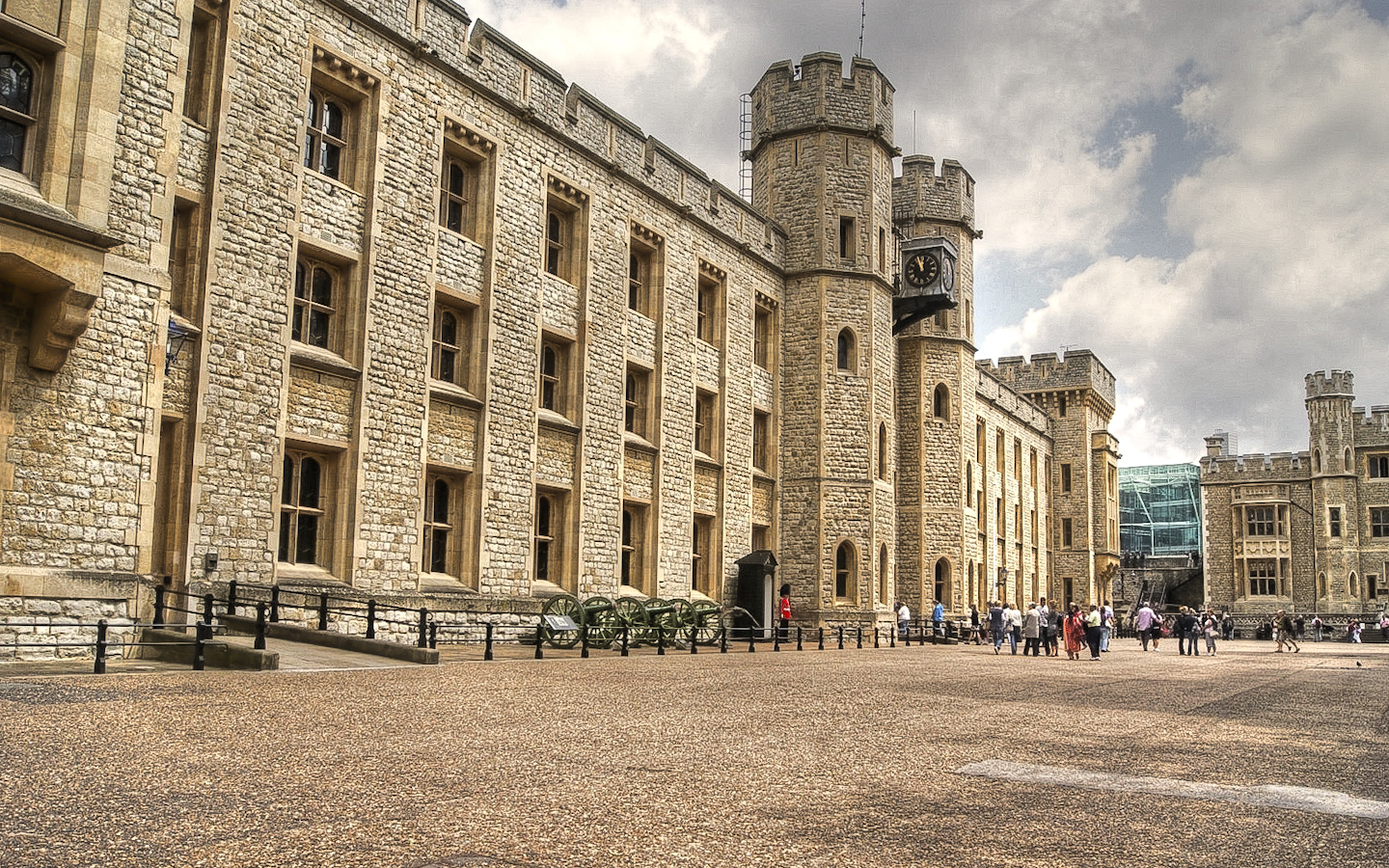
Fața sudică a Cazărmii Waterloo

Curtea mediană a fost amenajată în timpul domniei lui Richard Inimă-de-Leu, când s-a săpat un șanț la vest de curtea interioară, dublând dimensiunea castelului. Henric al III-lea a ridicat zidurile de est și de nord, dimensiunile de atunci ale curții păstrându-se până în ziua de astăzi. S-a păstrat mare parte din ce a construit Henric, și doar două dintre cele nouă turnuri ridicate de el au fost reconstruite total. Între Turnurile Wakefield și Lanthorn, zidul curții interioare servește și drept curtină a curții interioare. Intrarea principală în curtea interioară s-ar fi făcut printr-un corp de gardă, aflat foarte probabil în zidul de vest acolo unde astăzi se află Turnul Beauchamp. Curtina vestică a curții mediane a fost reconstruită de Edward I. Turnul Beauchamp, datând din secolul al XIII-lea, marchează prima utilizare pe scară largă a cărămizii ca material de construcție în Marea Britanie, după retragerea romanilor din secolul al V-lea. Turnul Beauchamp este unul din cele 13 turnuri care punctează din loc în loc curtina. În sens trigonometric din colțul sud-vestic, ele sunt: al Clopotului, Beauchamp, Devereux, Flint, al Arcarului, de Cărămidă, Martin, al Conetabilului, Săgeata Largă, al Sării, Lanthorn, Wakefield, și cel Însângerat. Aceste turnuri reprezentau poziții din care un potențial inamic putea fi atacat din flanc, dar ele conțineau și spații de locuit. După cum îi spune numele, Turnul Clopotului conținea o clopotniță, al cărui scop era acela de a suna alarma în caz de atac. Arcarul regal, cel responsabil de producția de arcuri lungi, arbalete, catapulte, și alte arme de asediu și de mână, avea un atelier în Turnul Arcarului. Un post de pază luminat din vârful Turnului Lanthorn era utilizat ca reper de cei ce se apropiau de Turn în timpul nopții.
Ca urmare a extinderii din timpul lui Henric, St Peter ad Vincula, o capelă normandă care înainte stătea în exteriorul Turnului, a fost incorporată în castel. Henric a decorat capela adăugându-i ferestre cu tâmplărie și strane pentru el și pentru regină. Ea a fost reconstruită de Edward I cu o cheltuială de peste 300 de lire și din nou de către Henric al VIII-lea în 1519; clădirea actuală datează din această perioadă, deși interiorul capelei a fost reamenajat în secolul al XIX-lea. Imediat la vest de Wakefield Tower, Turnul Însângerat a fost construit simultan cu curtina curții mediane, și, fiind poartă acvatică, furniza acces la castel dinspre Tamisa. Era o structură simplă, protejată de o hersă și o poartă. Turnul Însângerat și-a luat numele în secolul al XVI-lea, întrucât se credea că a fost locul unde au fost uciși Prinții din Turn. Între 1339 și 1341, în curtină a fost construit un corp de gardă între Turnurile Clopotului și al Sării. În perioada Tudorilor, s-au construit o serie de clădiri pentru depozitarea muniției de-a lungul laturii nordice a curții mediane. Clădirile castelului au fost remodelate în perioada Stuart, mai ales sub auspiciile Oficiului de Artilerie. În 1663, s-au cheltuit puțin mai mult de 4000 de lire pentru construcția unei cămări noi (astăzi cunoscută sub numele de Armureria Nouă) în curtea mediană. Construcția Cămării Mari la nord de Turnul Alb a început în 1688, în același loc în care se aflau vechile cămări tudoriene dărăpănate; ea a fost distrusă de un incendiu în 1841. În locul ei a fost construită Cazarma Waterloo, care se menține și astăzi și care adăpostește Bijuteriile Coroanei.

### Curtea exterioară
O a treia curte a fost amenajată odată cu extinderea Turnului în timpul domniei lui Edward I, ca incintă îngustă care înconjura complet castelul. În același timp, a fost construit și un bastion denumit Legge's Mount, în colțul de nord-vest al castelului. Brass Mount, bastionul din nord-est, a fost adăugat ulterior. Cele trei turnuri cu plan dreptunghiular aflate de-a lungul zidului de est la câte 15 m unele de altele au fost desființate în 1843. Deși bastioanele au fost adesea considerate a data din perioada Tudorilor, nu există dovezi în favoarea acestei ipoteze; cercetările arheologice sugerează că Legge's Mount datează din timpul domniei lui Edward I. Crenelurile din partea de sud a Legge's Mount sunt singurii parapeți medievali din Turnul Londrei care s-au păstrat până astăzi (restul fiind reconstrucții din perioada victoriană). Un nou șanț de apărare, de 50 de metri, a fost săpat dincolo de noile limite ale castelului; inițial, el era cu 4,5 metri mai adânc în centrul său decât este astăzi. Cu adăugarea unei noi curtine, vechea intrare principală în Turnul Londrei a fost ascunsă și a devenit inutilă; s-a amenajat o nouă intrare în colțul sud-vestic al circuitului zidului exterior. Complexul consta dintr-un corp de gardă interior și unul exterior și o barbacană, care a devenit cunoscută sub numele de „Turnul Leului”, fiind asociată cu animalele ce populau Menajeria Regală încă din anii 1330. Turnul Leului însuși nu s-a păstrat. Edward a extins partea de sud a Turnului Londrei pe un teren care anterior fusese pe fundul Tamisei. În acest zid, el a construit Turnul Sfântul Toma între 1275 și 1279; denumit ulterior Poarta Trădătorilor, el a luat locul Turnului Însângerat ca poartă acvatică a castelului. Construcția este unică în Anglia, și structura cea mai asemănătoare cu el este astăzi demolata poartă de apă de la Luvrul din Paris. Docurile au fost acoperite cu balestriere în caz de atac asupra castelului dinspre râu; exista și o hersă la intrare pentru a controla accesul. La primul etaj erau niște locuințe luxoase. Edward a mutat în Turn și Monetăria Regală; locul exact unde a funcționat ea nu este cunoscut, dar se bănuiește că se afla fie în curtea exterioară, fie în Turnul Leului. Până în 1560, Monetăria a funcționat într-o clădire din curtea exterioară aflată lângă Turnul Sării. Între 1348 și 1355, a mai fost adăugată o a doua poartă de apă, Cradle Tower, la est de Turnul Sfântul Toma, pentru a fi folosită exclusiv de rege personal.

## Construcția și istoria timpurie
Victorios în bătălia de la Hastings din 14 octombrie 1066, ducele de Normandia, William Cuceritorul, și-a petrecut restul anului asigurându-și noile cuceriri și fortificând pozițiile-cheie. El a construit mai multe castele de-a lungul timpului, dar a mers pe un drum ocolit către Londra; doar când a ajuns la Canterbury s-a îndreptat către cel mai mare oraș al Angliei. Cum podul fortificat către Londra se afla sub ocupația trupelor saxone, el s-a hotărât în schimb să prade Southwark înainte de a-și continua călătoria prin sudul Angliei. O serie de victorii normande au tăiat liniile de aprovizionare ale orașului și în decembrie 1066, izolați și intimidați, conducătorii săi au predat Londra fără luptă. Între 1066 și 1087, William a ridicat 36 de castele, deși unele referințe din Domesday Book sugerează că subordonații săi au construit și mai multe. Noua elită conducătoare a efectuat ceea ce a fost descris ca „cel mai extins și concentrat program de construcție de castele din întreaga istorie a Europei feudale”. Ele erau clădiri cu scopuri multiple, servind drept fortificații (utilizate ca baze de operațiuni în teritoriu inamic), centre de administrație, și locuințe.
William a trimis un contingent înainte pentru a pregăti orașul pentru intrarea sa, pentru a-i sărbători victoria și pentru a construi un castel; după cum scrie biograful lui William, William din Poitiers, „anumite fortificații au fost terminate în oraș în ciuda frământărilor uriașei și brutalei sale populații. Căci el [William] a înțeles că era de cea mai mare importanță să-i minuneze pe londonezi”. La acea vreme, Londra era cel mai mare oraș din Anglia; construcția Abației Westminster și a vechiului Palat Westminster din timpul lui Edward Confesorul îl însemnase drept centru al guvernării și, cu un prosper port, era important pentru normanzi în stabilirea controlului asupra teritoriului. Celelalte două castele din Londra – Castelul lui Baynard și Castelul lui Montfichet – au fost înființate în aceeași perioadă. Fortificația ce avea să fie mai târziu denumită „Turnul Londrei” a fost construită pe colțul sud-estic al zidurilor romane ale orașului, folosindu-le drept fortificații prefabricate, Tamisa protejând suplimentar către sud. În această primă fază, castelul ar fi fost înconjurat de un șanț și apărat de o palisadă de lemn, și probabil că avea camere amenajate pentru William.

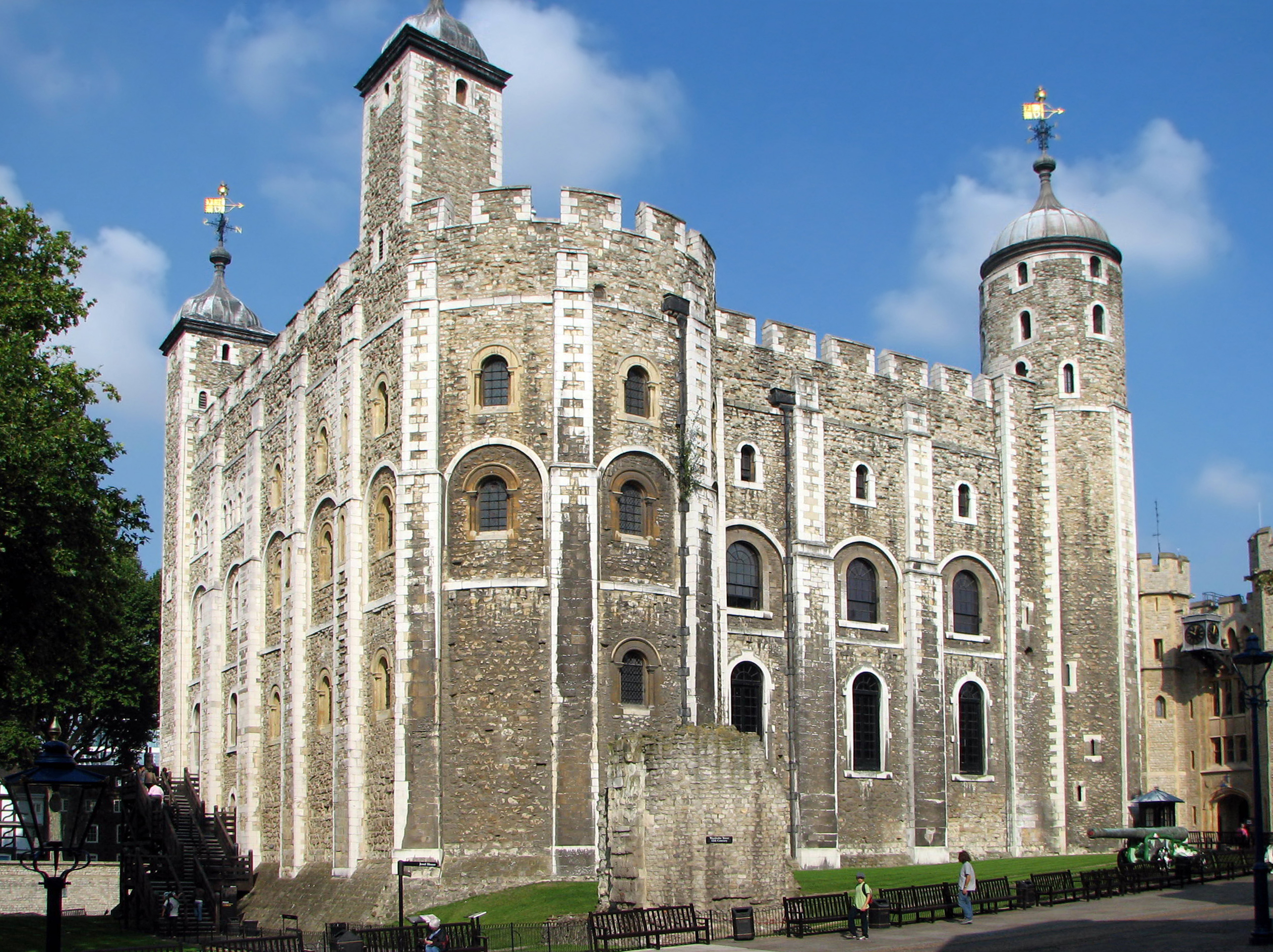
Turnul Alb datează de la sfârșitul secolului al XI-lea.

Majoritatea castelelor normande timpurii erau construite din lemn, dar până la sfârșitul secolului al XI-lea, câteva, inclusiv Turnul Londrei, fuseseră renovate sau înlocuite cu piatră. Lucrările la Turnul Alb – de la care își trage numele întreg castelul – sunt în general considerate a fi început în 1078, dar data exactă este incertă. William l-a făcut pe Gundulf, episcopul de Rochester, responsabil de construcție, deși s-ar putea să nu fi fost terminat decât după moartea lui William în 1087. Turnul Alb este cel mai vechi donjon de piatră din Anglia, și a fost cel mai solid punct al castelului în fazele sale timpurii. El conținea și încăperi fastuoase pentru rege. Cel mai târziu, a fost terminat probabil până în 1100 când a fost încarcerat acolo episcopul Ranulf Flambard. Flambard era urât de către englezi pentru taxele mari pe care le impunea. Deși el a fost primul deținut atestat al Turnului, el a fost și primul care a evadat de acolo, folosind o funie care i-a fost dată pe ascuns într-o bute de vin. El a fost ținut în lux și i s-a permis să aibă servitori, dar la 2 februarie 1101 el a găzduit un banchet în cinstea celor ce îl încarceraseră. După ce i-a îmbătat pe toți, când nimeni nu mai era atent, el a coborât pe geam dintr-o cameră ascunsă. Evadarea a venit ca o surpriză atât de mare încât un cronicar contemporan l-a acuzat pe episcop de vrăjitorie.
Cronica anglo-saxonă menționează că în 1097 regele William al II-lea a ordonat construcția unui zid în jurul Turnului Londrei; el a fost probabil făcut din piatră și a înlocuit palisada de lemn care înconjura laturile de nord și vest ale castelului, între zidul roman și Tamisa. Cucerirea normandă a Londrei s-a manifestat nu doar prin apariția unei noi clase conducătoare, ci în felul în care a fost structurat orașul. Au fost confiscate terenuri pentru a fi redistribuite între normanzi, care au adus și sute de evrei, din motive financiare. Evreii au sosit sub protecția directă a Coroanei, ca urmare comunitățile evreiești engleze se găseau adesea în jurul castelelor. Evreii foloseau Turnul drept refugiu atunci când erau amenințați de violențe antievreiești.
Moartea lui Henric I în 1135 a lăsat Anglia cu succesiunea la tron în dispută; deși regele îi convinsese pe cei mai puternici baroni ai săi să jure susținere pentru împărăteasa Matilda, la doar câteva zile după moartea lui Henric, Ștefan din Blois a sosit din Franța pentru a revendica tronul. Importanța orașului și a Turnului său sunt marcate de viteza cu care el și-a asigurat Londra. Castelul, care nu mai fusese de ceva timp utilizat ca reședință regală, era de obicei lăsat în seama unui conetabil, poziție deținută la acea vreme de Geoffrey de Mandeville. Cum Turnul era considerat o fortăreață de netrecut aflată într-o poziție de importanță strategică, se punea mare preț pe deținerea ei. Mandeville a exploatat această situație, vânzându-și loialitatea față de Matilda după capturarea lui Ștefan în 1141 la bătălia de la Lincoln. Odată ce Matilda și-a pierdut susținerea, în anul următor el și-a revândut loialitatea lui Ștefan. Prin rolul său de conetabil al Turnului, Mandeville a devenit „cel mai bogat și mai puternic om din Anglia”. Când a încercat să trădeze din nou, de această dată ținând negocieri secrete cu Matilda, Ștefan l-a arestat, l-a obligat să cedeze controlul asupra castelelor sale și l-a înlocuit cu unul dintre cei mai loiali susținători ai săi. Până atunci, postul fusese ereditar, fiind deținut la început de Geoffrey de Mandeville (prieten cu William Cuceritorul și strămoș al Geoffrey-ului care a fost implicat cu Ștefan și Matilda), dar autoritatea postului a fost de așa natură încât de atunci încolo ea a rămas în mâinile unei persoane numite direct de monarh. Postul se acorda de regulă unei persoane de mare importanță, care nu putea fi permanent la castel din cauza altor îndatoriri. Deși conetabilul era încă însărcinat cu administrarea castelului și a garnizoanei sale, încă dintr-o perioadă timpurie el a avut un subordonat care să-l ajute: locotenentul Turnului. Conetabilii aveau și îndatoriri civice legate de oraș. De regulă, lor li se preda controlul asupra orașului și erau responsabili cu colectarea taxelor, aplicarea legii și menținerea ordinii. Înființarea în 1191 a postului de Lord Primar al Londrei a înlăturat multe din îndatoririle civice ale conetabilului, și a condus uneori la conflicte între deținătorii celor două posturi.

## Extinderea
Castelul și-a păstrat probabil forma stabilită înainte de 1100 până la domnia lui Richard Inimă-de-Leu (1189–1199). Castelul a fost extins sub William Longchamp, lordul cancelar al lui Richard, care a administrat Anglia în timp ce el era plecat în cruciadă. Pipe Rolls consemnează 2881 lire, 1 șiling și 10 pence cheltuiți la Turnul Londrei între 3 decembrie 1189 și 11 noiembrie 1190, din cele circa 7000 de lire cheltuite de Richard pentru construcția de castele în Anglia. Conform cronicarului contemporan Roger din Howden, Longchamp a săpat un șanț în jurul castelului și a încercat fără succes să-l umple cu apă din Tamisa. Longchamp era și conetabil al Turnului și a efectuat lucrări de extindere în timp ce se pregătea de război cu fratele mai tânăr al lui Richard, prințul Ioan, care a sosit în Anglia în lipsa lui Richard pentru a încerca să preia puterea. Cum Turnul era principala cetate a lui Longchamp, acesta a întărit-o cât a putut de mult. Noile fortificații au fost puse la încercare pentru prima oară în octombrie 1191, când Turnul a fost asediat pentru prima dată în istoria sa. Longchamp a capitulat în fața lui Ioan după doar trei zile, hotărând că are mai multe de câștigat din capitulare decât din prelungirea asediului.

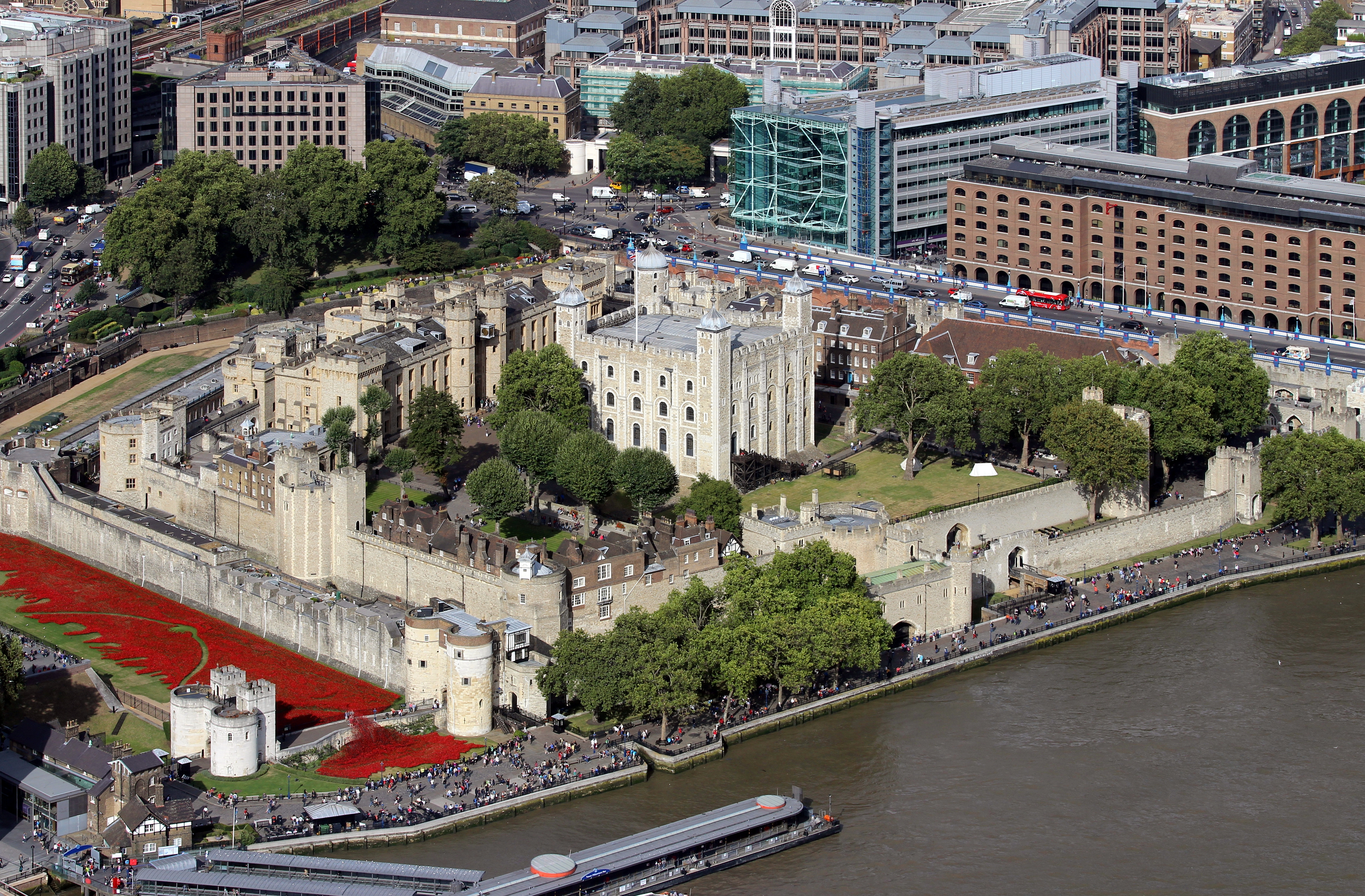
Turnul Londrei dinspre The Shard. Tamisa este către sud. Celelalte curtine au fost ridicate în secolul al XIII-lea.

Ioan i-a urmat lui Richard pe tron ca rege în 1199, dar domnia sa s-a dovedit nepopulară în rândurile multora dintre baronii săi, care s-au unit împotriva sa. În 1214, în timp ce regele era la Castelul Windsor, Robert Fitzwalter a venit cu o armată în Londra și a asediat Turnul. Deși garnizoana era redusă numeric, Turnul a rezistat și asediul a fost ridicat după ce Ioan a semnat Magna Carta. Regele și-a încălcat însă promisiunile de reformă, ceea ce a dus la izbucnirea Primului Război al Baronilor. Chiar și după ce s-a semnat Magna Carta, Fitzwalter a continuat să controleze Londra. În timpul războiului, garnizoana Turnului a trecut de partea baronilor. Ioan a fost detronat în 1216 iar baronii au oferit tronul Angliei prințului Ludovic, fiul cel mai mare al regelui Franței După moartea lui Ioan în octombrie 1216 însă, mulți au început să-l susțină pe prințul Henric, fiul cel mai mare al acestuia. A continuat un război între facțiunile ce îi susțineau pe cei doi, Fitzwalter susținându-l pe Ludovic. Fitzwalter a controlat Londra și Turnul până când a fost limpede că susținătorii lui Henric vor câștiga.
În secolul al XIII-lea, regii Henric al III-lea (1216–1272) și Edward I (1272–1307) au extins castelul, aducându-l la forma de astăzi. Henric a pierdut legătura cu baronii săi, și o lipsă reciprocă de înțelegere a dus la frământări și la resentimente față de domnia sa. Ca urmare, el a fost dornic să se asigure că Turnul Londrei este o fortificație puternică; în același timp, Henric era un estet și dorea să aibă în castel o locuință comodă. Între 1216 și 1227, s-au cheltuit aproape 10.000 de lire pe Turnul Londrei. Mare parte din lucrări s-au concentrat pe clădirile cu rol de palat din curtea interioară. Tradiția spoirii Turnului Alb (de la care își trage și numele) a început 1240.
Începând aproximativ cu anul 1238, castelul a fost extins către est, nord și nord-vest. Lucrările au durat toată domnia lui Henric al III-lea și puțin din cea a lui Edward I, fiind ocazional întrerupte de frământări populare. Între noile construcții s-au numărat un nou perimetru defensiv, punctat cu turnuri, iar pe laturile de nord, vest și est, unde zidul nu era apărat de râu, s-a săpat un șanț defensiv. Extinderea către est a dus castelul dincolo de limitele vechii așezări romane, marcate de zidul ce a fost incorporat în fortificațiile castelului. Turnul fusese de multă vreme un simbol al oprimării, disprețuit de londonezi, iar programul de construcții al lui Henric a fost unul nepopular. Astfel încât, atunci când corpul de gardă s-a dărâmat în 1240, localnicii au sărbătorit. Extinderea a produs perturbări locale și Spitalului Sfânta Ecaterina și starețului mănăstirii Sfânta Treime li s-au plătit 166 de lire despăgubiri.
Henric al III-lea își ținea adesea curtea la Turnul Londrei, și a convocat și parlamentul acolo cu cel puțin două ocazii (1236 și 1261) când considera că baronii devin periculos de rebeli. În 1258, baronii nemulțumiți, în frunte cu Simon de Montfort, l-au obligat pe rege să accepte unele reforme, între care convocarea regulată a parlamentului, dar și renunțarea la Turnul Londrei. Lui Henric al III-lea nu i-a convenit să piardă puterea și a cerut permisiunea Papei de a-și încălca jurământul. Cu susținerea unor mercenari, Henric s-a reinstalat în Turn în 1261. În timp ce continuau negocierile cu baronii, regele s-a adăpostit în castel, deși nu a venit nicio armată să-l cucerească. S-a convenit un armistițiu, cu condiția ca regele să cedeze din nou controlul asupra Turnului. Henric a câștigat o victorie importantă în bătălia de la Evesham din 1265, ceea ce i-a permis să recâștige controlul asupra țării și asupra Turnului Londrei. Cardinalul Ottobuon a sosit în Anglia pentru a-i excomunica pe cei ce încă erau răzvrătiți; această faptă a fost foarte nepopulară, situația fiind exacerbată de acordarea custodiei Turnului către cardinal. Gilbert de Clare, al VI-lea Conte de Hertford, a venit cu oaste asupra Londrei în aprilie 1267 și a asediat castelul, declarând că custodia Turnului „nu este un post de încredințat unui străin, cu atât mai puțin unui cleric”. În ciuda armatei sale mari dotată cu aparate de asediu, Gilbert de Clare nu a reușit să ia castelul. Conte s-a retras, lăsând capitala sub controlul regelui, iar Turnul a rămas liniștit tot restul domniei lui Henric.
Deși era rareori în Londra, Edward I a declanșat o costisitoare remodelare a Turnului, în valoare de 21.000 de lire, între 1275 și 1285, mai mult decât dublul sumei cheltuite pe castel în toată domnia lui Henric al III-lea. Edward I era un constructor de castele cu mare experiență, dobândită mai ales în timpul asediilor din cruciade, experiență pe care a folosit-o pentru a face inovații în construcția de castele. Programul său de construcții de castele în Țara Galilor a marcat introducerea pe scară largă a balestrierelor în zidurile castelelor din toată Europa, de influență orientală. La Turnul Londrei, Edward a umplut cu apă șanțul săpat de Henric al III-lea și a construit o nouă curtină de-a lungul acestuia, formând o nouă curte. În fața noii curtine a fost amenajat un nou șanț cu apă. Partea vestică a curtinei lui Henric al III-lea a fost reconstruită, Turnul Beauchamp luând locul vechiului corp de gardă. S-a construit o nouă intrare, cu fortificații elaborate, cuprinzând două corpuri de gardă și o barbacană. Într-un efort de a face castelul autonom, Edward I a adăugat și două mori de apă. Șase sute de evrei au fost întemnițați în Turnul Londrei în 1278 sub acuzația de tăiere de monezi. Persecuțiile asupra populației evreiești a țării au început sub domnia lui Edward în 1276 și au culminat în 1290 când a emis Edictul de Expulzare, prin care obliga evreii să părăsească țara.

## Perioada medievală târzie

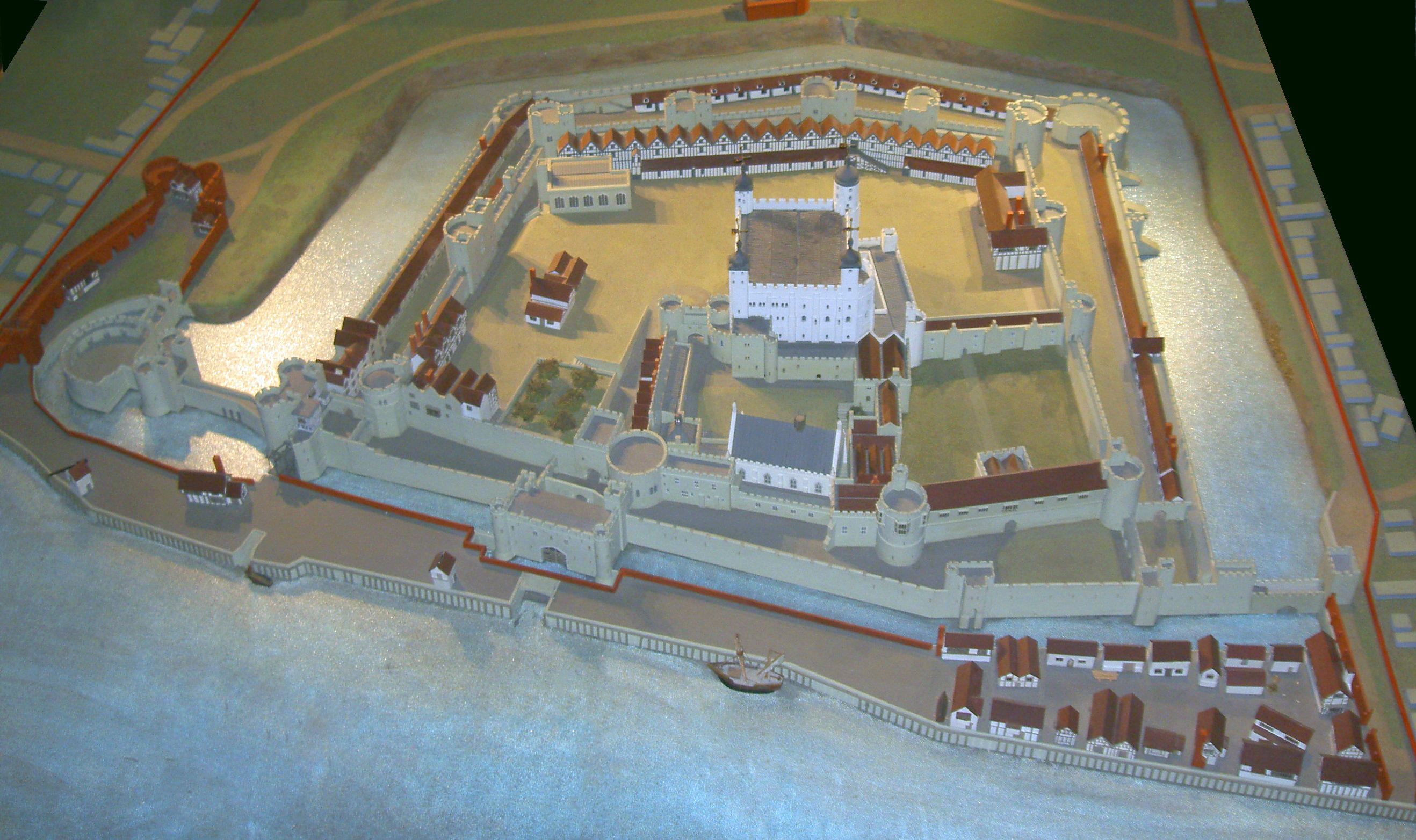
Model al Turnului Londrei așa cum apărea el după ultima perioadă de extindere din timpul lui Edward I

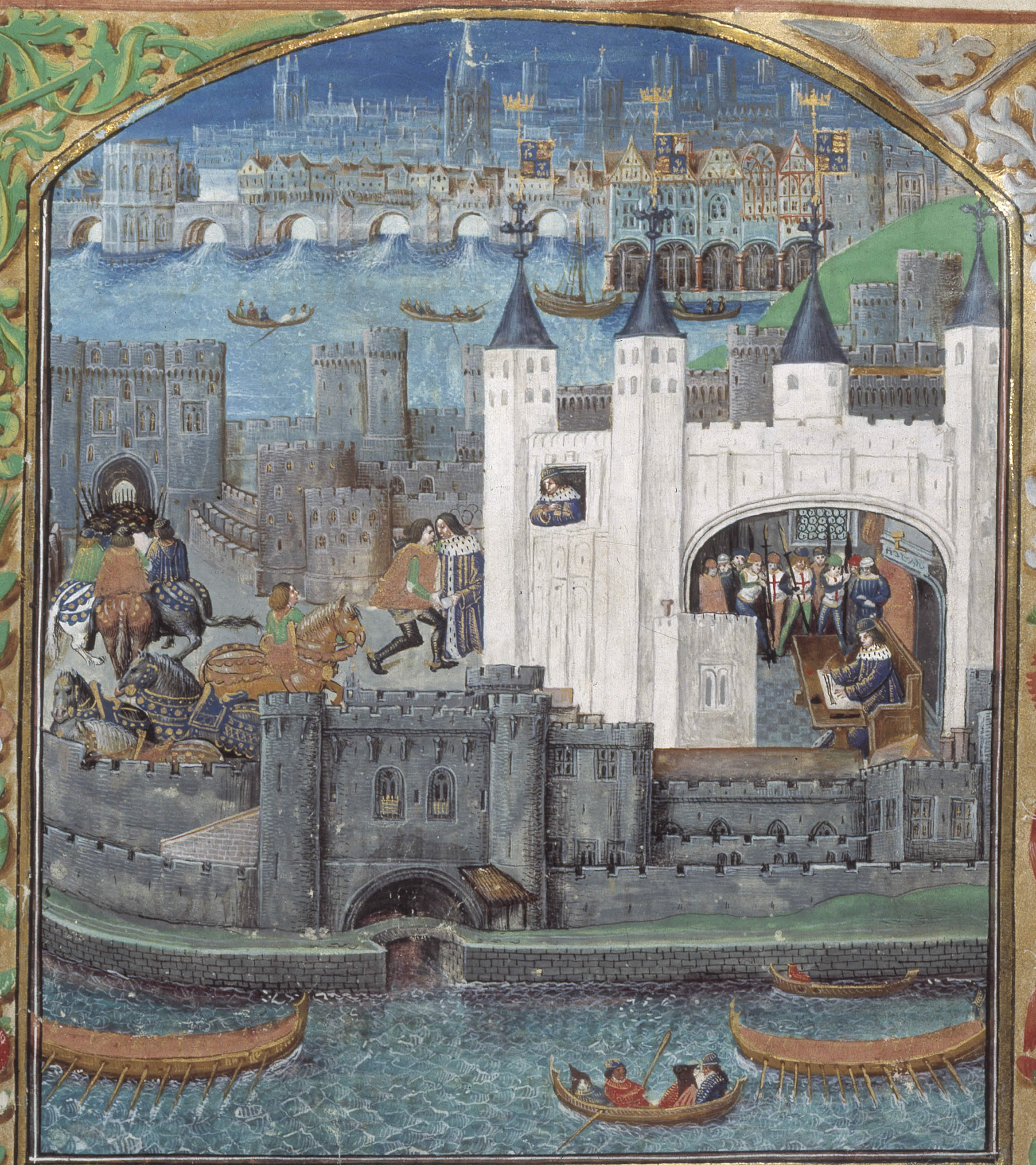
Unul dintre puternicii magnați francezi deținuți în Turn în timpul Războiului de O Sută de Ani a fost Charles, duce de Orléans, nepotul regelui Franței. Imaginea de mai sus din secolul al XV-lea este cea mai veche ilustrație neschematică a Turnului Londrei. Ea prezintă Turnul Alb și poarta de apă.

În timpul domniei lui Edward al II-lea (1307–1327) a existat relativ puțină activitate la Turnul Londrei. În această perioadă însă a fost înființată Privy Wardrobe. Instituția își avea sediul în Turn și era responsabilă cu organizarea armelor statului. În 1321 Margaret de Clare, baroană Badlesmere a devenit prima femeie încarcerată în Turnul Londrei după ce a refuzat să o primească pe regina Isabela în castelul Leeds și a ordonat arcașilor ei să tragă asupra acesteia, ucigând șase persoane din alaiul ei. Rezervat în general pentru deținuții de vază, Turnul a fost cea mai importantă închisoare regală din țară. Ea nu era însă neapărat și una foarte sigură, de-a lungul istoriei mai multe persoane mituind temnicerii pentru a-i ajuta să scape. În 1322 Roger Mortimer, Primul Conte de March, a fost ajutat să evadeze din Turn de sublocotenentul Turnului, care i-a lăsat pe oamenii lui Mortimer să intre. Ei au tăiat o gaură în zidul celulei lui, iar Mortimer a fugit la o barcă ce-l aștepta. A fugit în Franța, unde a dat peste regina Isabela, cu care a avut o relație amoroasă. Împreună au pus la cale detronarea regelui. Una din primele acțiuni a lui Mortimer la intrarea în Anglia a fost să captureze Turnul și să elibereze toți deținuții de acolo. Timp de trei ani, el a controlat țara câtă vreme Edward al III-lea era prea tânăr să o facă el însuși; în 1330, Edward și susținătorii săi l-au prins pe Mortimer și l-au aruncat în Turn. Sub domnia lui Edward al III-lea (1312–1377), Anglia a avut din nou succes în războaie, după ce domnia tatălui său pusese regatul în inferioritate în fața scoțienilor și francezilor. Printre succesele lui Edward s-au numărat bătăliile de la Crécy și Poitiers unde regele Ioan al II-lea al Franței a fost luat prizonier, și capturarea regelui David al II-lea al Scoției la Neville's Cross. În această perioadă, în Turnul Londrei au fost întemnițați numeroși nobili prizonieri de război. Edward al II-lea lăsase Turnul Londrei să se deterioreze, și la începutul domniei lui Edward al III-lea, castelul era un loc incomod. Nobilii ținuți între zidurile sale nu aveau voie să se ocupe cu unele activități cum ar fi vânătoarea, așa cum era permis la alte castele regale utilizate ca închisori, cum ar fi Windsor. Edward al III-lea a ordonat renovarea castelului.
Când Richard al II-lea a fost încoronat în 1377, el a ținut o procesiune de la Turn la Abația Westminster. Tradiția a început cel mai devreme la începutul secolului al XIV-lea și a ținut până la 1660. În timpul răscoalei țărănești din 1381 Turnul Londrei a fost asediat în timp ce regele se afla înăuntru. Când Richard a ieșit călare să se întâlnească cu Wat Tyler, liderul rebelilor, mulțimea a pătruns în castel fără a întâmpina rezistență și a prădat Casa Nestematelor. Arhiepiscopul de Canterbury, Simon Sudbury, s-a refugiat în Capela Sfântul Ioan, sperând că mulțimea îi va respecta sanctuarul. El a fost însă luat de acolo și decapitat pe Dealul Turnului. După șase ani, au reapărut frământări populare, și Richard și-a petrecut Crăciunul în siguranța zidurilor Turnului și nu la Windsor așa cum îi era obiceiul. Când Henry Bolingbroke a revenit din exil în 1399, Richard a fost închis în Turnul Alb. El a abdicat și a fost înlocuit pe tron de Bolingbroke, care a devenit regele Henric al IV-lea. În secolul al XV-lea, nu s-a construit prea mult la Turnul Londrei, dar castelul a rămas un loc important de refugiu. Când susținătorii răposatului Richard al II-lea au încercat o lovitură de palat, Henric al IV-lea s-a adăpostit în Turnul Londrei. În această perioadă, castelul a mai întemnițat câteva persoane de vază. Moștenitorul tronului scoțian, viitorul rege Iacob I al Scoției, a fost răpit în timp ce călătorea în Franța în 1406 și închis în Turn. Domnia lui Henric al V-lea (1413–1422) a readus Anglia în avantaj în Războiul de O Sută de Ani împotriva Franței. Ca urmare a victoriilor lui Henric, cum ar fi bătălia de la Agincourt, mulți prizonieri de rang înalt au fost închiși la Turn până când au fost răscumpărați.
Mare parte din a doua jumătate a secolului al XV-lea a fost ocupată de Războiul Rozelor între pretendenții la tron din casele Lancaster și York. Castelul a fost din nou asediat în 1460, de această dată de o forță yorkistă. Turnul a fost avariat de artilerie, dar a capitulat doar după ce Henric al VI-lea a căzut prizonier în bătălia de la Northampton. Cu ajutorul lui Richard Neville, al XVI-lea Conte de Warwick (poreclit „făcătorul de regi”) Henric a recucerit tronul pentru scurtă vreme în 1470. Edward al IV-lea a revenit însă rapid și Henric al VI-lea a fost închis în Turnul Londrei, unde a fost probabil și omorât. În timpul războaielor, Turnul a fost fortificat pentru a rezista tunurilor și a fost dotat cu ambrazuri pentru tunuri și arme de mână: în acest scop a fost amenajată o incintă la sud de Dealul Turnului, care nu s-a păstrat până astăzi.

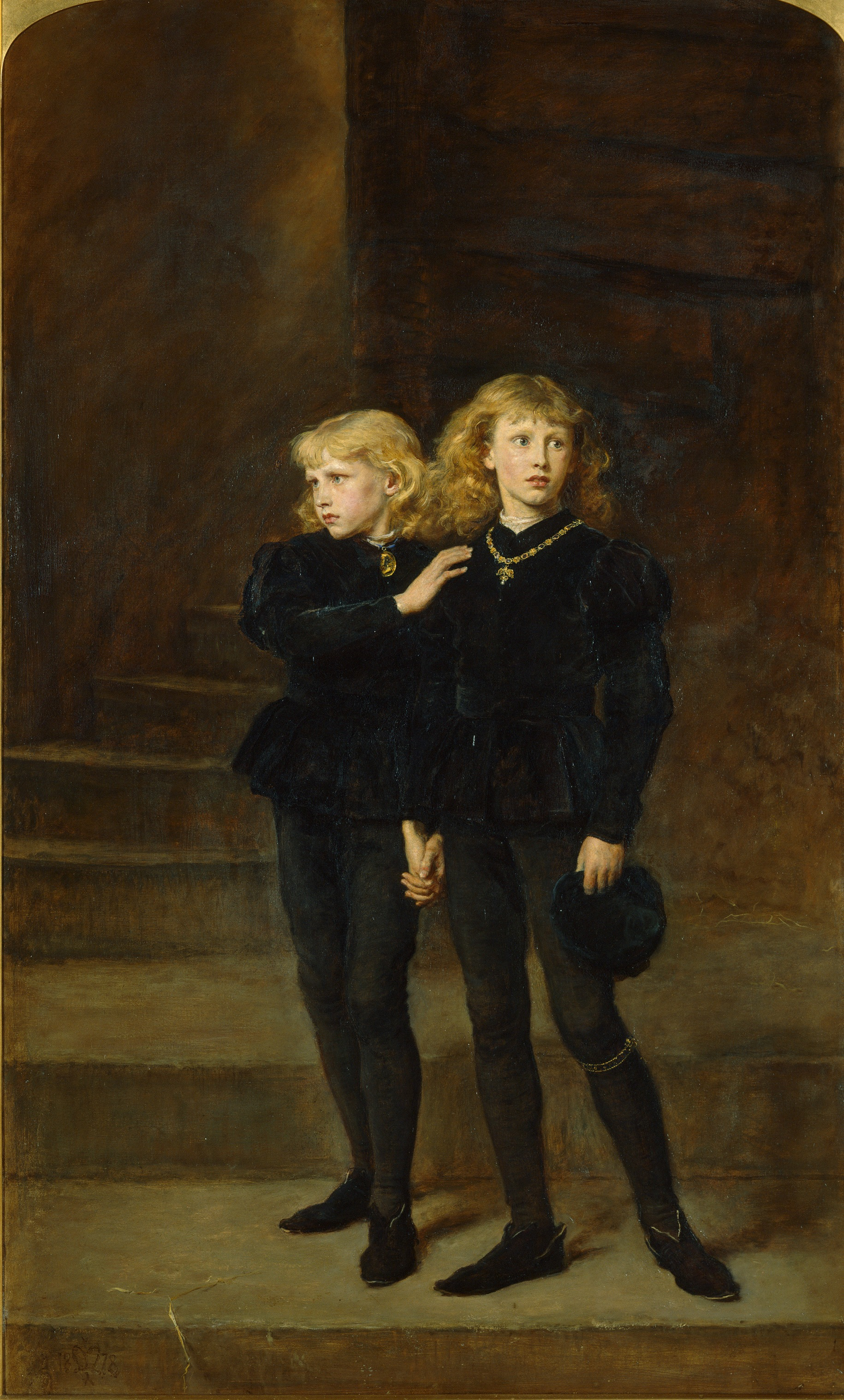
Cei doi prinți Edward și Richard în Turn, 1483 de Sir John Everett Millais, 1878, parte a colecției de pictură Royal Holloway

Puțin după moartea lui Edward al IV-lea în 1483, se crede că a avut loc celebra ucidere a prinților din Turn. Incidentul este unul dintre cele mai cunoscute și mai tragice evenimente asociate Turnului Londrei. Unchiul lui Edward al V-lea, ducele Richard de Gloucester a fost declarat lord protector cât timp tânărul prinț era prea tânăr pentru a domni. Conform tradiției, tânărul Edward, în vârstă de 12 ani, a fost închis în Turnul Londrei împreună cu fratele său mai mic, Richard. Ducele de Gloucester a fost proclamat rege sub numele de Richard al III-lea în iulie. Prinții au fost văzuți ultima oară în public în iunie 1483; se crede că cel mai probabil motiv al dispariției lor este că ei au fost uciși spre sfârșitul verii lui 1483. În 1674 s-au descoperit oase care ar fi putut aparține lor, atunci când a fost demolată clădirea de la intrarea în Turnul Alb; adâncimea la care au fost ele găsite (trei metri) ar plasa însă oasele la o adâncime similară cu cimitirul roman recent descoperit la 3,6 m sub the Minories, câțiva metri mai la nord. Opoziția față de Richard a escaladat până când el a fost ucis în bătălia de la Bosworth Field în 1485 de către lancastristul Henry Tudor, care a urcat pe tron sub numele de Henric al VII-lea.

## Schimbarea modului de utilizare
Începutul perioadei Tudorilor a marcat începutul declinului utilizării Turnului Londrei ca reședință regală. După cum afirma istoricul secolului al XVI-lea Raphael Holinshed, Turnul era pe atunci folosit mai mult ca „depozit de arme și de muniții, și altfel un loc de ținut infractori decât palat regal în care să trăiască un rege și o regină”. Garda personală a regelui era formată din Yeoman Warders cel puțin de la 1509. În timpul domniei lui Henric al VIII-lea, s-a evaluat că Turnul are nevoie de lucrări considerabile la fortificații. În 1532 Thomas Cromwell a cheltuit 3593 de lire pe reparații și a importat pentru acestea aproape 3000 de tone de piatră de Caen. Chiar și așa, nu a fost suficient pentru a aduce castelul la standardul fortificațiilor militare contemporane, proiectate să reziste la atacuri puternice de artilerie. Deși fortificațiile au fost reparate, clădirile palatului au rămas neglijate după moartea lui Henric. Starea lor era atât de proastă încât erau practic de nelocuit. Din 1547, Turnul Londrei a fost utilizat ca reședință regală doar când simbolismul său politic și istoric a fost considerat util, de exemplu Edward al VI-lea, Mary I și Elisabeta I au locuit fiecare în Turn puțin timp înainte de încoronările lor.
În secolul al XVI-lea, Turnul a dobândit pe termen lung o reputație de temniță sumbră și austeră, dar nu aceasta a fost realitatea tot timpul. Castel regal fiind, era utilizat de către monarh pentru a întemnița diverse persoane pentru diverse motive, dar acești oameni erau de regulă persoane de rang înalt și nu oameni de rând, iar acestea erau reținute acolo, pentru restul cazurilor existând numeroase alte închisori. Contrar imaginii populare a Turnului, deținuții își puteau face viața mai ușoară, cumpărând hrană mai de calitate și decorându-și temnița cu tapițerii achiziționate prin intermediul locotenentului Turnului. Cum rolul de închisoare era la început doar unul secundar pentru Turn – așa cum era cazul pentru orice castel – nu au existat celule special amenajate pentru deținuți decât după 1687 când s-a construit un fel de șopron de cărămidă, o „închisoare pentru soldați”, la nord-vest de Turnul Alb. Reputația Turnului pentru torturi și întemnițări derivă mai ales din propaganda religioasă a secolului al XVI-lea combinată cu scrierile romantice din secolul al XIX-lea. Deși mare parte din reputația Turnului este exagerată, secolele al XVI-lea și al XVII-lea au marcat apogeul rolului de închisoare al Turnului, numeroși indezirabili religioși și politici fiind închiși aici. Tortura se utiliza doar cu aprobarea Consiliului de Coroană, astfel că rareori erau torturați deținuți; între 1540 și 1640, perioada de maxim a încarcerărilor în Turn, s-au înregistrat 48 de cazuri de utilizare a torturii. Cele mai utilizate trei modalități de tortură erau patul de tortură, barza, și cătușele. Patul a fost introdus în Anglia în 1447 de către ducele de Exeter, conetabilul Turnului; el a fost botezat din această cauză „fata ducelui de Exeter”. Unul dintre cei torturați la Turn a fost Guy Fawkes, care a fost adus aici la 6 noiembrie 1605; după tortură, el a semnat o mărturisire completă despre complotul prafului de pușcă.
Printre cei deținuți și executați aici s-a numărat Anne Boleyn. Deși paznicii Yeoman Warders erau odinioară gărzi de corp ale regelui, în secolele al XVI-lea și al XVII-lea ei erau în principal temniceri. Turnul era adesea un loc mai sigur decât alte închisori din Londra cum ar fi Fleet, unde bolile circulau nestăvilite. Deținuții de vază puteau trăi în condiții comparabile cu cele din libertate; un astfel de exemplu a fost Walter Raleigh, pentru care au fost modificate încăperi pentru a-i găzdui familia, inclusiv pe fiul care s-a născut acolo în 1605. Execuțiile se făceau de regulă pe Dealul Turnului și nu în Turnul Londrei, 112 persoane fiind executate pe deal în 400 de ani. Înainte de secolul al XX-lea, avuseseră loc doar șapte execuții pe peluza Turnului; așa cum a fost cazul lui Lady Jane Grey, aceste practici erau rezervate deținuților a căror execuție publică era considerată periculoasă. După execuția lui Lady Jane Grey la 12 februarie 1554, regina Mary I a închis-o pe sora sa Elisabeta, devenită apoi regina Elisabeta I, în Turn sub suspiciunea că ar fi declanșat o răscoală, întrucât Sir Thomas Wyatt condusese o răscoală împotriva lui Mary în numele Elisabetei.

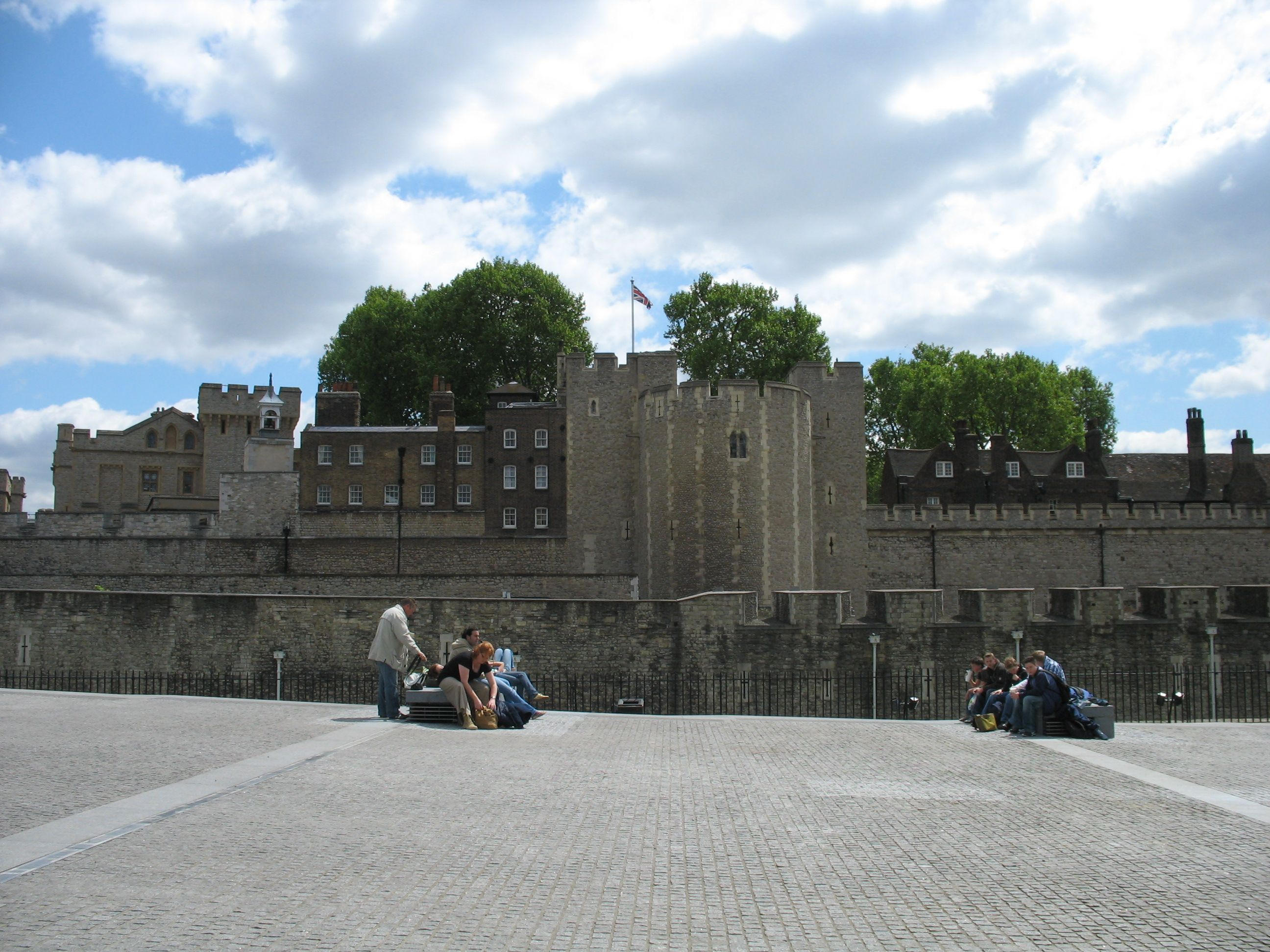
Piatră cubică pe Dealul Turnului la nord de Turnul Londrei. În 400 de ani, 112 oameni au fost executați pe deal.

Oficiile de Logistică și Arme au fost înființate în secolul al XV-lea, preluând îndatoririle pe care până atunci le avusese Privy Wardrobe, de a îngriji arsenalul și obiectele de valoare ale monarhului. Neexistând o armată permanentă înainte de 1661, importanța armurăriei regale de la Turnul Londrei a fost aceea că oferea o sursă profesională de procurare a proviziilor și echipamentului pe timp de război. Cele două organisme și-au avut sediul la Turn cel puțin de la 1454, și până în secolul al XVI-lea se mutaseră în curtea interioară. Tensiunile politice între Carol I și Parlament în al doilea sfert al veacului al XVII-lea au dus la o tentativă a forțelor loiale regelui de a asigura Turnul și conținutul său de valoare, inclusiv bani și muniții. Forța de miliție londoneză Trained Bands a fost mutată în castel în 1640. Au fost întocmite planuri de apărare și s-au construit afeturi de tun, pregătind Turnul de război. Pregătirile nu au fost puse niciodată la încercare. În 1642, Carol I a încercat să aresteze cinci parlamentari. Când nu a reușit, el a fugit din oraș, iar Parlamentul a răspuns înlăturându-l pe Sir John Byron, locotenentul Turnului. Trained Bands se întorseseră împotriva regelui și susțineau acum Parlamentul, împreună cu cetățenii Londrei, și au asediat Turnul. Cu permisiunea regelui, Byron a cedat controlul asupra Turnului. Parlamentul l-a înlocuit pe Byron cu o persoană aleasă de el, Sir John Conyers. Când a izbucnit Războiul Civil Englez în noiembrie 1642, Turnul Londrei era deja sub controlul Parlamentului.
Ultimul monarh care a mai păstrat tradiția procesiunii de la Turn la Westminster în vederea încoronării a fost Carol al II-lea în 1660. La acea vreme, camerele din castel erau într-o stare atât de degradată încât nici nu a rămas acolo în noaptea dinaintea încoronării. În timpul Stuarților, clădirile Turnului au fost remodelate, mai ales sub auspiciile Oficiului de Logistică. Puțin mai mult de 4000 de lire s-au cheltuit în 1663 pe construcția unui nou depozit, astăzi denumit Armureria Nouă, în curtea interioară. În secolul al XVII-lea au existat planuri de lărgire a fortificațiilor Turnului în stilul trace italienne, dar nu s-a acționat niciodată în această direcție. Deși dotările garnizoanei au fost ameliorate prin adăugarea primelor cazărmi special construite pentru soldați („Cazarma Irlandeză”) în 1670, spațiile de locuit erau încă într-o stare precară.

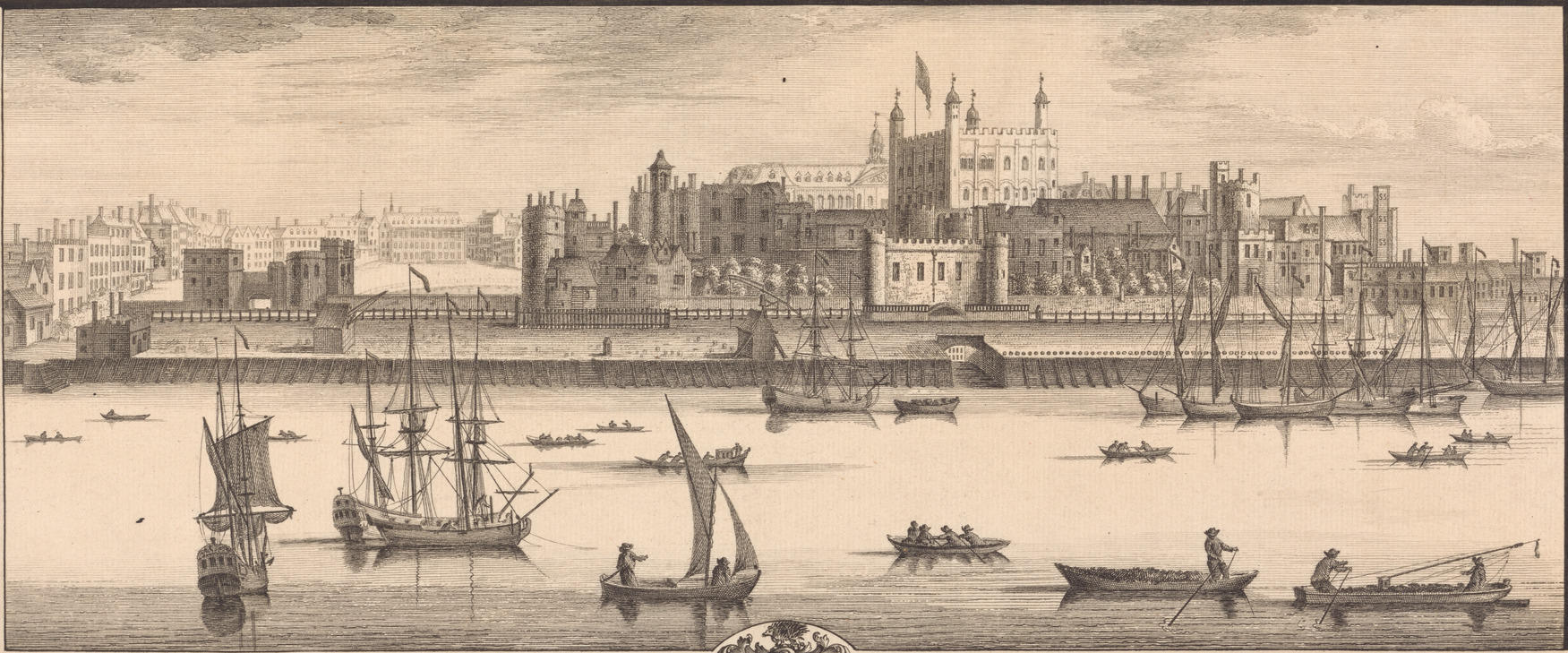
Gravură cu Turnul Londrei în 1737 de Samuel și Nathaniel Buck

La accederea pe tron a dinastiei de Hanovra, situația membrilor acesteia era nesigură și, ținând cont de posibilitatea unei rebeliuni scoțiene, au reparat Turnul Londrei. Afeturile de tun adăugate în timpul Stuarților se deterioraseră. Numărul de tunuri de la Turn a fost redus de la 118 la 45, și un comentator contemporan consemna că „nu ar ține [castelul] douăzeci și patru de ore contra unei armate pregătite de asediu”. În cea mai mare parte, lucrările de la fortificații din secolul al XVIII-lea au fost spasmodice și făcute pe bucăți, deși în 1774 s-a adăugat o nouă poartă pe curtina sudică pentru acces dinspre cheu în curtea exterioară. Șanțul cu apă ce înconjura castelul se colmatase de-a lungul secolelor, în ciuda tentativelor de a-l curăța. El era încă parte integrantă a fortificațiilor castelului, astfel că în 1830 conetabilul Turnului, ducele de Wellington, a ordonat o operațiune amplă de curățare a circa un metru de depuneri. Aceasta nu a prevenit însă izbucnirea în 1841 a unei epidemii în garnizoană din cauza proastei aprovizionări cu apă, epidemie soldată cu mai mulți morți. Pentru a preîntâmpina alte probleme de sănătate ce ar putea fi provocate de șanțul insalubru, s-a ordonat ca acesta să fie drenat și umplut cu pământ. Lucrările au început în 1843 și erau aproape terminate doi ani mai târziu. Construcția cazărmii Waterloo în curtea interioară a început în 1845, când ducele de Wellington a demarat lucrările. Construcția putea găzdui 1000 de oameni; în același timp, s-au construit apartamente separate pentru ofițeri la nord-est de Turnul Alb. Clădirea este astăzi sediul Royal Regiment of Fusiliers. Popularitatea mișcării chartiste între 1828 și 1858 a dus la o dorință de a refortifica Turnul Londrei în caz de frământări sociale. A fost ultimul mare program de fortificații la castel. Mare parte din instalațiile pentru artilerie și arme de foc care s-au păstrat datează din această perioadă.
În timpul Primului Război Mondial, unsprezece persoane au fost judecate în ședință cu ușile închise și împușcate la Turn pentru spionaj. În timpul celui de al Doilea Război Mondial, Turnul a fost din nou folosit pentru a încarcera prizonieri de război. Unul dintre aceștia a fost Rudolf Hess, adjunctul lui Adolf Hitler, dar numai pentru patru zile în 1941. El a fost ultimul deținut care a fost închis în castel. Ultima persoană executată la Turn a fost spionul german Josef Jakobs, împușcat la 15 august 1941. Execuțiile pentru spionaj pe timp de război s-au făcut într-un poligon de tir în miniatură, prefabricat, amenajat în curtea exterioară și demolat în 1969. Al Doilea Război Mondial a fost și ultima oară când Turnul a fost folosit drept fortificație. În caz de invazie germană, împreună cu Monetăria Regală și cu depozitele din zonă, Turnul urma să formeze una dintre cele trei complexe de clădiri apărate ce urmau să reprezinte ultima linie de apărare a capitalei.

## Restaurarea și turismul

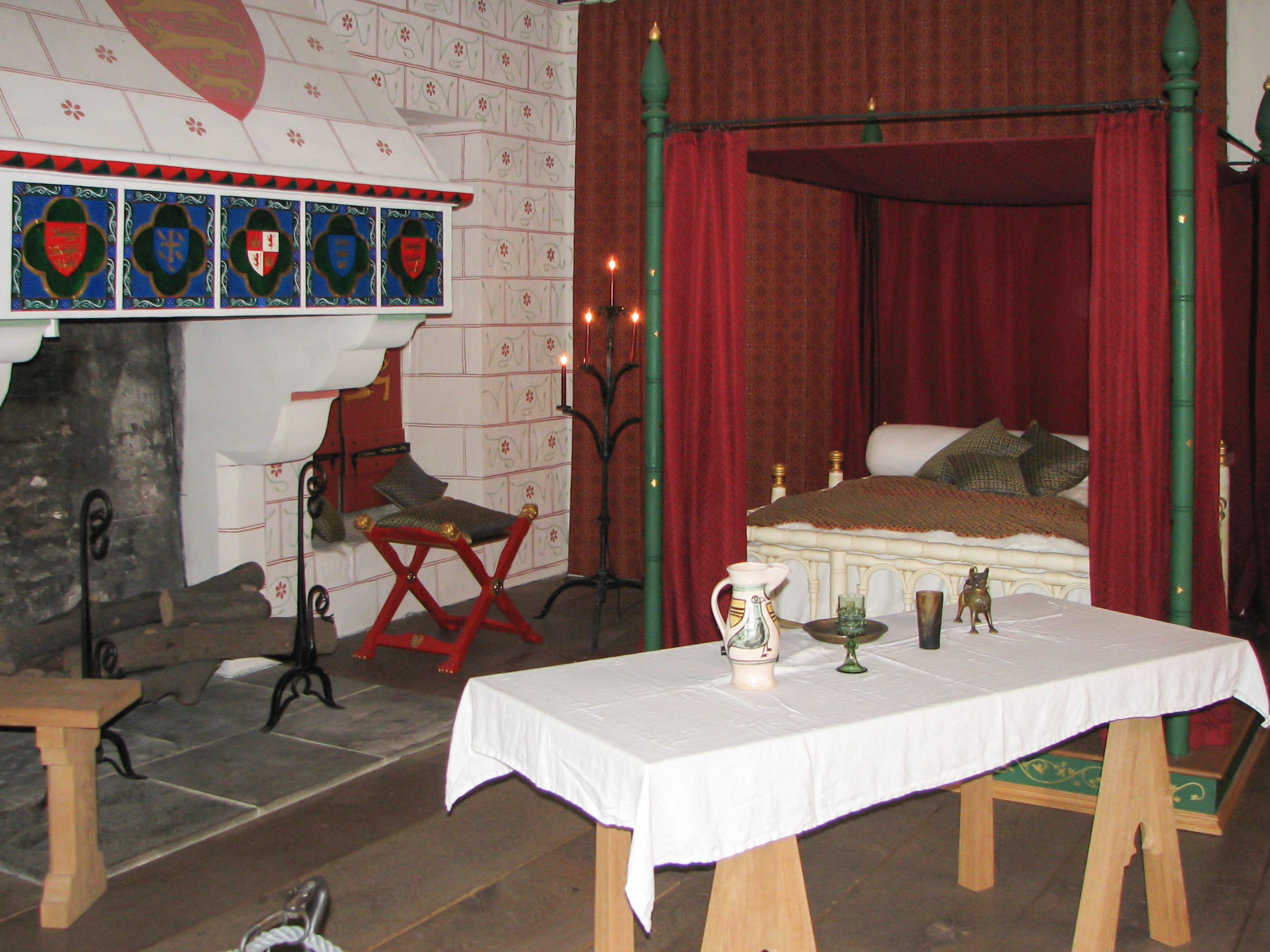
Reconstituire ca dormitorului lui Edward I din Turnul Sfântul Toma

Turnul Londrei a devenit una dintre cele mai populare atracții turistice din țară. A fost atracție turistică încă din perioada elisabetană, când era unul dintre obiectivele londoneze despre care scriau călătorii străini. Cele mai populare atracții ale sale erau Menajeria Regală și expozițiile de armuri. Bijuteriile Coroanei atrag și ele mult interes, și sunt expuse public din 1669. Turnul a dobândit constant popularitate turistică în secolul al XIX-lea, în ciuda opoziției ducelui de Wellington față de primirea de vizitatori. Numărul acestora a devenit atât de mare, încât în 1851 s-a construit o clădire specială pentru vânzarea de bilete. La sfârșitul secolului, castelul era deja era vizitat anual de peste 500.000 de persoane.
De-a lungul secolelor al XVIII-lea și al XIX-lea, clădirile palațiale au fost încet-încet adaptate pentru alte utilizări sau demolate. S-au păstrat doar Turnurile Wakefield și Sfântul Toma. Secolul al XVIII-lea a marcat creșterea interesului față de trecutul medieval al Angliei. Unul dintre efecte a fost apariția arhitecturii neogotice. În arhitectura Turnului, aceasta s-a manifestat prin construcția Noi Armurerii Cabaline în 1825 lângă fața sudică a Turnului Alb. Ea avea elemente de arhitectură neogotică, cum ar fi crenelurile. Alte clădiri au fost remodelate pentru a se potrivi stilului, iar Cazarma Waterloo a fost descrisă ca „gotic castelat al secolului al XV-lea”. Între 1845 și 1885, unele instituții, cum ar fi Monetăria, care ocupaseră castelul de secole, au fost mutate în alte locații; multe dintre structurile postmedievale lăsate libere au fost demolate. În 1855, Ministerul de Război a preluat responsabilitatea fabricației și stocării armamentului de la Biroul de Logistică, care a părăsit treptat castelul. În același timp, a crescut interesul pentru istoria Turnului Londrei.
Interesul publicului a fost parțial alimentat de autori contemporani, dintre care deosebit de influente au fost operele lui William Harrison Ainsworth. În Turnul Londrei: o istorie romantică el a creat o imagine plină de viață a camerelor de tortură subterane și a aparatelor folosite pentru extragerea de mărturisiri, imagine rămase în imaginația publicului. Harrison a jucat și un alt rol în istoria Turnului, el sugerând ca Turnul Beauchamp să fie deschis publicului pentru a vedea inscripțiile deținuților din secolele al XVI-lea și al XVII-lea. Lucrând la această sugestie, Anthony Salvin a renovat turnul și a îndrumat un alt program de restaurare amplă la cererea prințului Albert. La conducerea lucrărilor, lui Salvin i-a urmat John Taylor. Când un anume element nu îi îndeplinea lui Taylor așteptările despre arhitectura medievală, el îl elimina fără milă; ca urmare, mai multe clădiri importante din complexul castelului au fost demolate și în unele cazuri și unele decorațiuni interioare postmedievale au fost înlăturate.

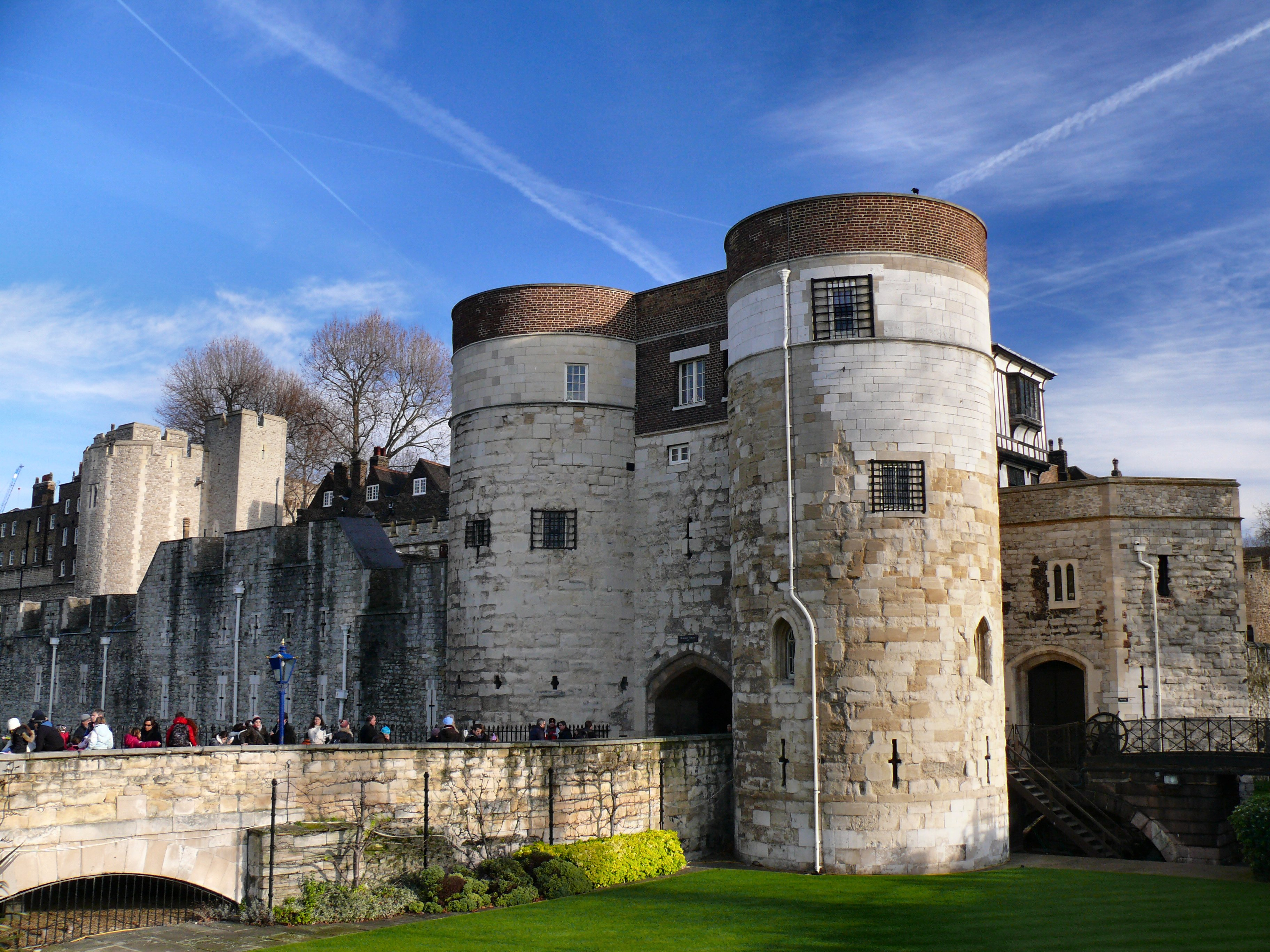
Intrarea principală în Turnul Londrei. Astăzi, castelul este o populară atracție turistică.

Deși doar o bombă a căzut pe Turnul Londrei în Primul Război Mondial (aterizând, inofensivă, în șanțul de apărare), al Doilea Război Mondial și-a lăsat o amprentă mai mare. La 23 septembrie 1940, în timpul Blitzului, bombe cu explozibil puternic au deteriorat castelul, distrugând câteva clădiri și aproape lovind și Turnul Alb. După război, daunele au fost reparate și Turnul Londrei a fost redeschis pentru public.
În 1974, a avut loc o explozie de bombă în Sala Mortierului din Turnul Alb, soldată cu un mort și 35 de răniți. Nimeni nu și-a asumat responsabilitatea pentru explozie, dar poliția a anchetat posibilitatea ca ea să fi fost un atentat al IRA.
În secolul al XXI-lea, turismul este rolul principal al Turnului, restul activităților militare de rutină, sub egida Royal Logistic Corps, fiind reduse treptat de-a lungul ultimei jumătăți a secolului anterior și mutate din castel. Turnul rămâne însă sediu ceremonial pentru Royal Regiment of Fusiliers, și sediu al muzeului dedicat acestui corp de armată și predecesorului său, Royal Fusiliers. Un detașament al acestei unități care îndeplinește misiunea de gardă a reginei la Palatul Buckingham întreține o gardă și la Turn și, împreună cu Yeomen Warders, ia parte zilnic la Ceremonia Cheilor. De câteva ori pe an, se trag salve de tun de salut din Turn de către Honourable Artillery Company, ele constând din 62 de salve pentru ocazii regale, și 41 cu alte ocazii.

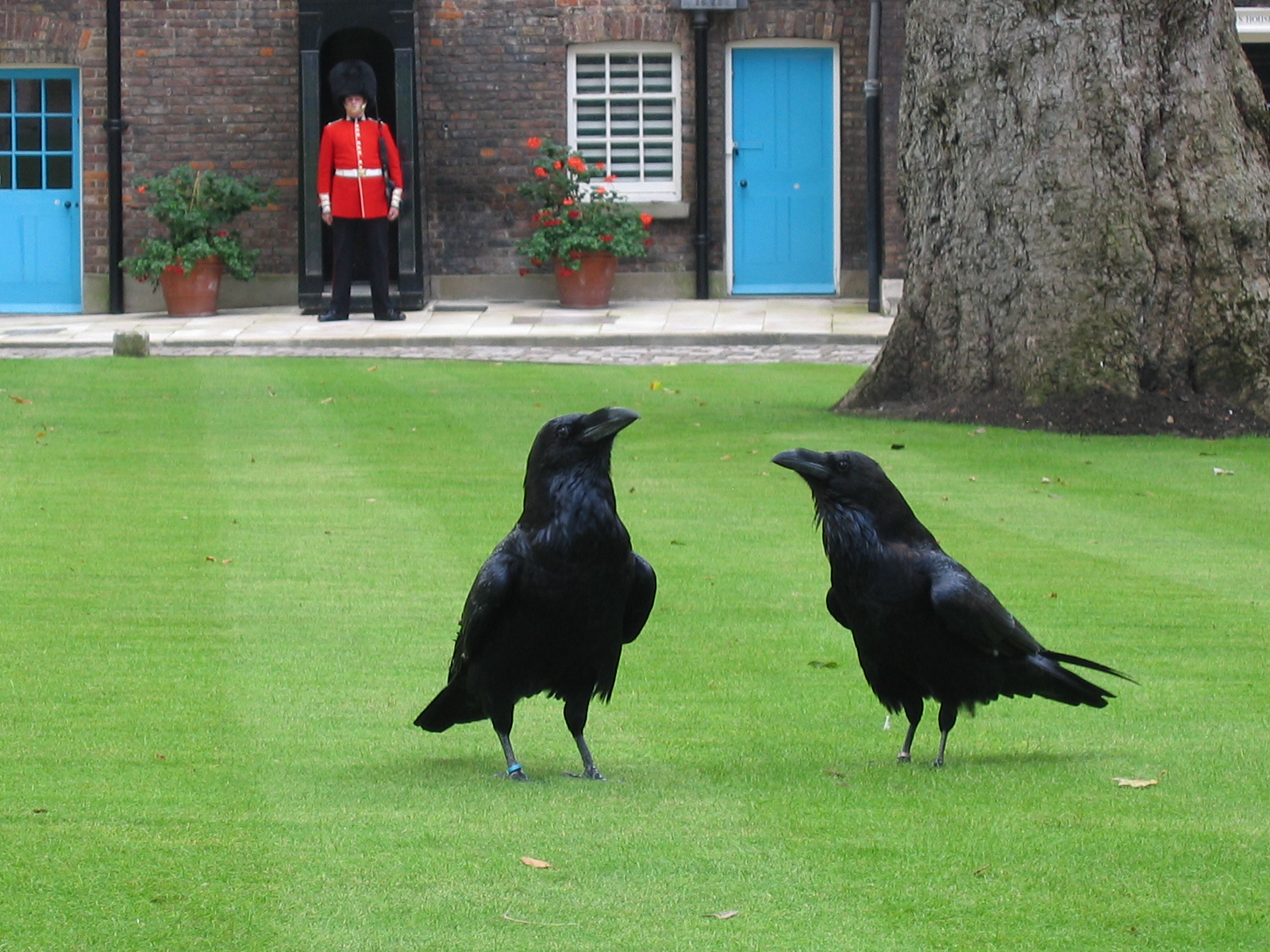
Doi dintre corbi pe peluza Turnului.

Turnul Londrei este îngrijit de o organizație independentă, Historic Royal Palaces, care nu este finanțată nici de Guvern, nici de Coroană. În 1988, Turnul Londrei a fost adăugat pe lista UNESCO a Patrimoniului Mondial, ca recunoaștere a importanței sale globale și pentru a conserva și proteja situl. Unele proiecte recente de construcție, cum ar fi cele ale zgârie-norilor din împrejurimi, au făcut ca Turnul să fie aproape de a fi listat ca patrimoniu în pericol de către ONU. Rămășițele palatului medieval au fost deschise publicului din 2006. Vizitatorii pot explora camerele restaurate, utilizate odinioară de regi și regine. Deși postul de conetabil al Turnului rămâne cea mai înaltă funcție de la Turn, responsabilitatea administrării treburilor curente este delegată guvernatorului rezident. Cel puțin șase corbi sunt ținuți în permanență la Turn, în conformitate cu o veche superstiție conform căreia dacă nu sunt corbi la Turn, regatul va cădea. Ei sunt îngrijiți de Yeomen Warders. Cea mai veche atestare a corbilor Turnului este o pictură din 1883. În afara îndatoririlor ceremoniale, Yeoman Warders funcționează ca ghizi turistici pentru Turn. Conform Historic Royal Palaces, peste 2,7 milioane de persoane au vizitat Turnul Londrei în 2015.

## Bijuteriile Coroanei

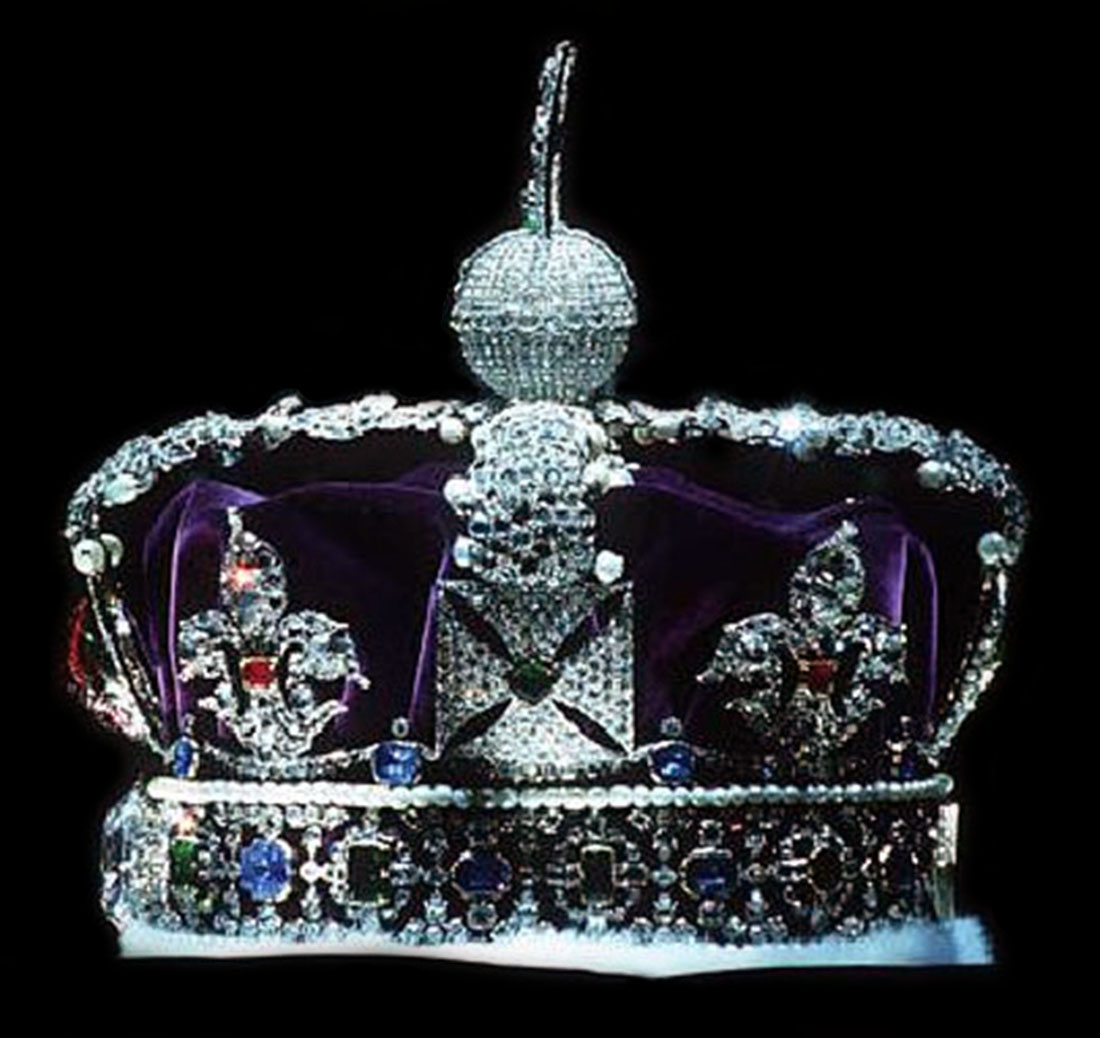
Coroana Imperială

Tradiția păstrării Bijuteriilor Coroanei în Turnul Londrei datează probabil din timpul domniei lui Henric al III-lea (1216–1272). Casa Nestematelor a fost construită special pentru a găzdui obiecte ceremoniale regale, inclusiv bijuteriile, armura și simbolurile regalității, cum ar fi coroana, sceptrul și sabia. Când trebuia să se strângă bani, comorile puteau fi puse gaj de monarh. Ele îi confereau monarhului independență față de aristocrație, și prin urmare erau bine păzite. A fost înființat un nou post de „străjer al nestematelor, armelor și altor lucruri”, post bine remunerat; în timpul domniei lui Edward al III-lea (1312–1377) deținătorul acestui post primea 12 șilingi pe zi. Postul a fost extins, cuprinzând și alte îndatoriri, cum ar fi achiziția de bijuterii regale, aur și argint, și angajarea aurarilor și bijutierilor regali. În 1649, în timpul Războiului Civil Englez, conținutul Casei Nestematelor a fost golit împreună cu alte proprietăți regale. Elementele metalice au fost trimise la monetărie pentru a fi topite și refolosite, iar coroanele au fost „cu totul rupte și stricate”. Când monarhia a fost restaurată în 1660, singurele elemente păstrate din obiectele de încoronare mai erau o lingură din secolul al XII-lea și trei săbii ceremoniale. Restul Bijuteriilor Coroanei a trebuit să fie refăcute. În 1669, Casa Nestematelor a fost demolată și Bijuteriile Coroanei au fost mutate în Turnul Martin, unde au fost expuse publicului plătitor. Doi ani mai târziu, acest lucru a fost exploatat de colonelul Thomas Blood care a încercat să le fure. Blood și complicii săi l-au legat pe străjer. Deși au pus mâinile pe Coroana Imperială, Sceptru și Sferă, planul a fost dejucat când fiul străjerului a sosit pe neașteptate și a dat alarma. Bijuteriile Coroanei sunt ținute actualmente în Cazarma Waterloo de la Turn.

## Menajeria

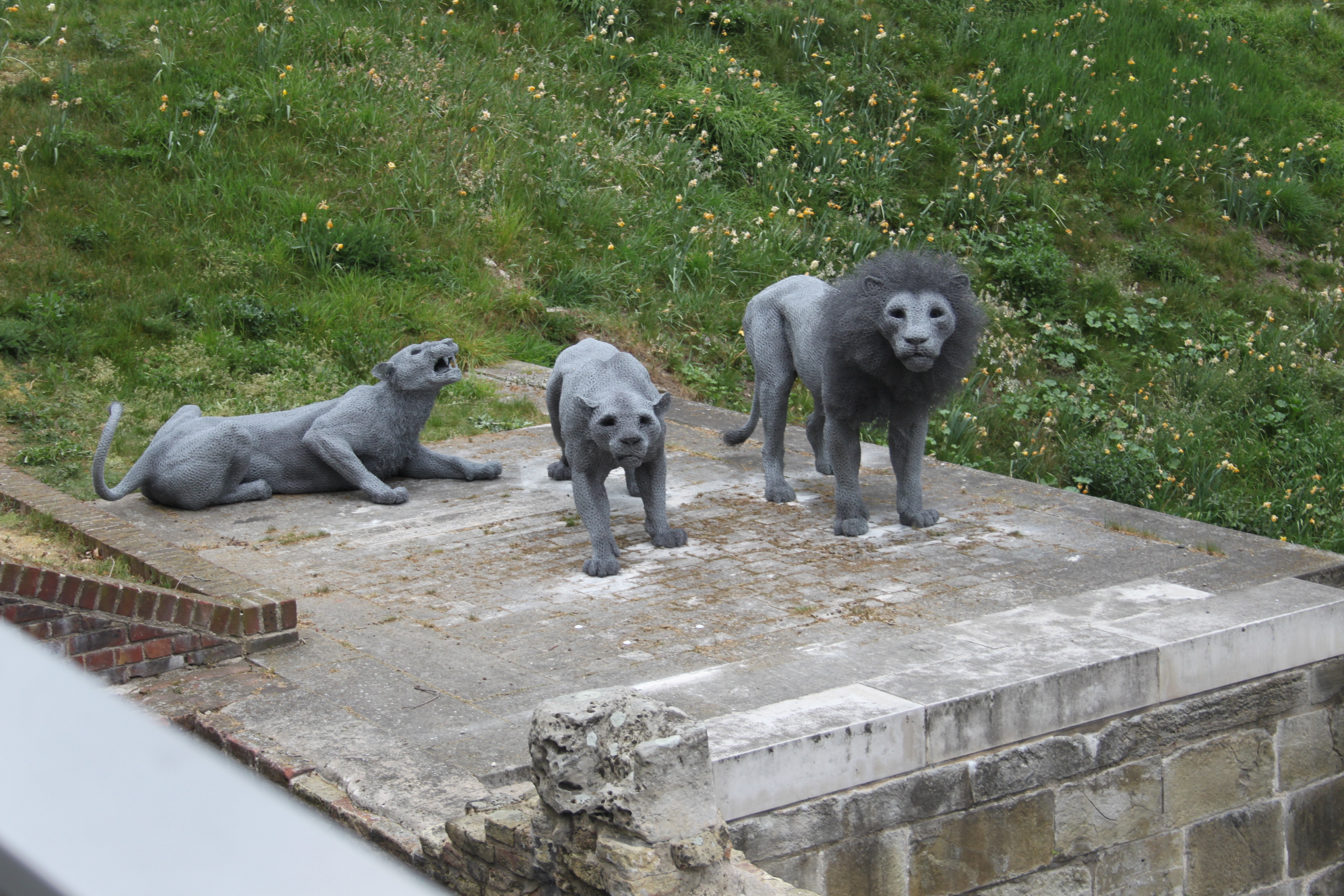
Sculpturi zoomorfe la Turn

Menajeria este atestată din timpul domniei lui Henric al III-lea. În 1251, șerifilor li s-a ordonat să plătească patru pence pe zi pentru întreținerea ursului polar al regelui, probabil un dar de la Haakon al IV-lea al Norvegiei; ursul a atras multă atenție din partea londonezilor atunci când a ieșit la pescuit în Tamisa. În 1254, șerifilor li s-a ordonat și să subvenționeze construcția unei cuști pentru elefanți la Turn. Locul exact al menajeriei medievale nu este cunoscut, deși se știe că leii erau ținuți în barbacana denumită Turnul Leilor. Colecția regală a fost îmbogățită cu numeroase daruri diplomatice, inclusiv cu trei leoparzi primiți de la Frederick al III-lea, împăratul Sfântului Imperiu Roman. În secolul al XVIII-lea, menajeria fusese deschisă publicului; intrarea costa un penny și jumătate, sau o pisică ori un câine de dat la lei. În 1828 erau peste 280 de animale reprezentând cel puțin 60 de specii. Ultimul animal a plecat în 1835, fiind mutat la Regent's Park, după ce unul dintre lei a fost acuzat că a mușcat un soldat. Administratorului Menajeriei Regale i se permitea să folosească Turnul Leilor ca locuință pe viață. Ca urmare, deși animalele plecaseră de mult din clădire, Turnul Leilor a fost demolat abia după moartea ultimului administrator al Menajeriei în 1853.
În 2011, Turnul a găzduit o expoziție cu sculpturi din sârmă de Kendra Haste, reprezentând animale exotice din istoria turnului precum lei, maimuțe, dar și struțul care înghițea cuie, leopardul care fura umbréle și ursul polar care pescuia în Tamisa.

## Fantome
Se spune că fantoma lui Anne Boleyn, decapitată în 1536 pentru trădarea lui Henric al VIII-lea, ar bântui capela Sfântul Petru ad Vincula, unde este înmormântată, și că ar umbla prin Turnul Alb ținându-și capul sub braț. Alte fantome care ar bântui castelul ar fi ale lui Henric al VI-lea, Lady Jane Grey, Margaret Pole și ale Prinților din Turn. În ianuarie 1816, o santinelă care păzea Casa Nestematelor a susținut că ar fi văzut un urs care vine spre el; se spune că ar fi murit de frică după câteva zile. În octombrie 1817, s-a afirmat că ar fi apărut o imagine a unui obiect tubular, strălucitor, în Casa Nestematelor și că ar fi fost văzută de străjerul Bijuteriilor Coroanei, Edmund Lenthal Swifte. El a afirmat că apariția a plutit deasupra umărului soției sale, și că aceasta ar fi exclamat: „Oh, Hristoase! M-a apucat!” Au mai fost raportate și alte apariții înfricoșătoare, fără nume și fără formă, cel mai recent de către paznicii de noapte ai Turnului.